# Faverges
Vous lisez un « bon article » labellisé en 2014.
Pour les articles homonymes, voir Faverges (homonymie).
Faverges est une ancienne commune française située dans le Sud du département de la Haute-Savoie en région Auvergne-Rhône-Alpes. Centre urbain de la communauté de communes du pays de Faverges, la commune comptait 6 968 habitants en 2013, ce qui en fait la dix-neuvième ville haut-savoyarde. La localité se situe en amont du lac d'Annecy, dans la vallée de Faverges, passage naturel entre la cluse d'Annecy et la combe de Savoie.
Faverges est une cité qui voit le jour à l'époque romaine avec le développement de deux pôles le long d'une voie romaine reliant Turin à Genève. Plus tard, au Moyen Âge, le centre urbain se recentre dans la plaine en dessous du contrefort nord du Crêt de Chambellon, sur lequel s'est installé le château (XIIIe siècle). Malgré sa position stratégique, à la frontière avec le comté de Genève, le bourg ne joue pas de rôle particulier dans l'histoire de la Savoie. Il trouve cependant un dynamisme artisanal avec l'exploitation de ressources minérales réactivée au Moyen Âge et à l'origine de son toponyme. L'activité évolue au tout début du XIXe siècle, avec l'installation des soieries, qui modifie la morphologie du bourg en petite ville industrielle. Faverges se transforme définitivement au XXe siècle avec l'installation de nouvelles usines. Malgré la fermeture de certaines d'entre elles vers la fin du XXe siècle, Faverges s'efforce de conserver sa vocation industrielle tout en la diversifiant.
De ce riche passé, Faverges conserve des traces que l'on peut retrouver dans son musée archéologique, mais aussi dans le témoignage architectural de la ville. Certains édifices bénéficient d'un classement à l'inventaire des monuments historiques. Bien qu'étant située majoritairement dans une plaine, la commune est aussi marquée par le paysage montagnard qui l'entoure. La commune est membre du parc naturel régional du massif des Bauges.
La commune a fusionné avec celle de Seythenex le 1er janvier 2016, à la suite d'un vote à l'unanimité des conseils municipaux des deux communes, le 29 septembre 2015. La nouvelle commune porte le nom de Faverges-Seythenex.

## Géographie

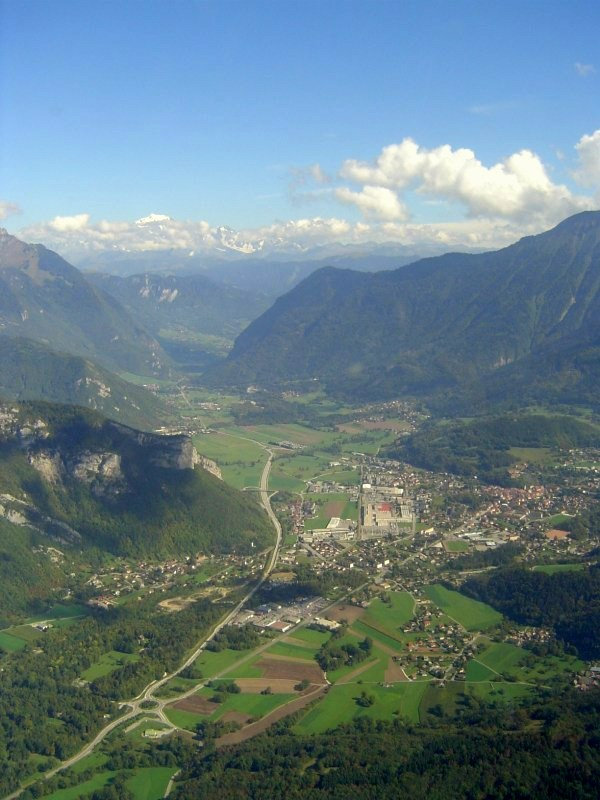
Vue aérienne de Faverges.

### Situation

#### Localisation
La commune de Faverges se situe dans le Sud du département de la Haute-Savoie en région Rhône-Alpes, partiellement au contact de la limite avec le département de la Savoie. Principalement située dans la plaine, le territoire de la commune est traversé par deux cours d'eau ou torrents de montagne, le Saint-Ruph ou Eau Morte, qui prend sa source, à l'ouest, dans le massif des Bauges et se déverse, au nord, dans le lac d'Annecy, et, à l'est, la vallée de la Chaise, en provenance du massif des Bornes, qui rejoint le pays de Faverges et traverse par un de ses canaux la commune avant de poursuivre plus au sud et se jeter dans la rivière de l'Arly, au niveau d'Ugine, dans le département de la Savoie.
Faverges se trouve dans la vallée située en amont de la cluse et du lac d'Annecy, appelée vallée de Faverges, puis plus récemment pays de Faverges. Celui-ci appartient donc à l'ensemble plus vaste qu'est le bassin annécien, tout en formant une sous-entité bien distincte. La ville est aussi membre du parc naturel régional du massif des Bauges.
À vol d'oiseau, la ville se situe à 22,1 km au sud-est d'Annecy, la préfecture du département. Les autres principales villes se trouvent dans le département voisin de la Savoie, avec à l'est Ugine à 9,4 km, au sud-est Albertville à 10,7 km et plus éloignée, au sud-ouest Chambéry, située à 35,1 km.
Le chef-lieu de commune est localisé par l'Institut national de l'information géographique et forestière à la longitude 6° 17′ 43″ est et à la latitude 45° 44′ 47″ nord.

#### Communes limitrophes

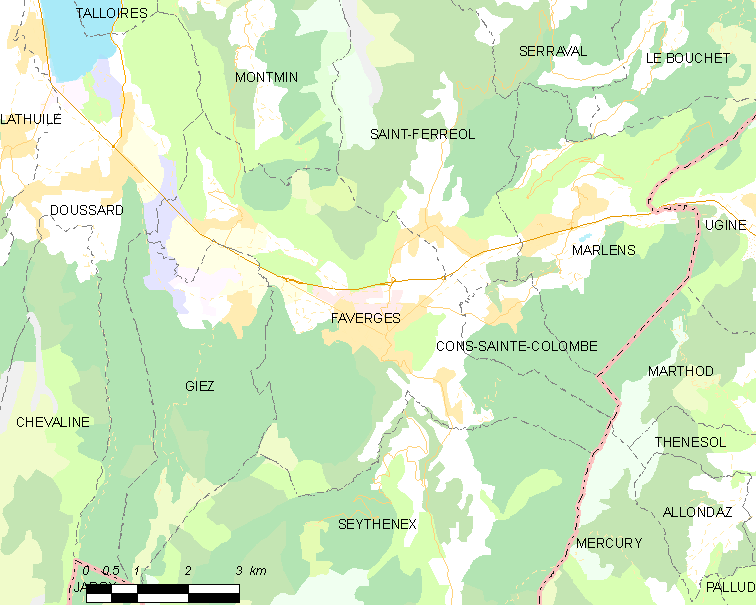
Faverges et les communes voisines.

Faverges est entourée par des communes appartenant pour la plupart au pays de Faverges (Haute-Savoie), avec du Nord au Sud, Montmin, Saint-Ferréol, Giez, Cons-Sainte-Colombe, Seythenex et Doussard, qui appartiennent d'ailleurs toutes à la communauté de communes du pays de Faverges. Seule Mercury, au sud-est, commune du département voisin, la Savoie, n'en fait pas partie.

### Relief et géologie
La superficie de la commune est de 2 586 hectares ; son altitude varie entre  460 et 2 060 mètres et son altitude médiane est cependant estimée à 511 mètres.
Le chef-lieu est installé dans la plaine, sur les contreforts du crêt de Chambellon, sur le cône de déjection du torrent de Saint-Ruph, à une altitude d'environ 510 mètres. Les hameaux et villages de Faverges se sont eux aussi développés principalement au fond du bassin, assez encaissé, situé entre, au sud et à l'ouest, le massif des Bauges et au nord le massif des Bornes. Le territoire communal est dominé par les sommets de la Dent de Cons (2 062 m), de La Belle Étoile (1 841 m), à l'est, du mont de la Motte (1 360 m) au sud-ouest, appartenant au premier massif, et par le col de la Closettaz, Crosettaz ou encore l'Arpettaz (1 537 m), qui suit la pointe de Chauriande (1 803 m), pour la partie nord, dans le massif des Bornes.
La vallée de Faverges est un bassin ou une dépression correspondant à un pli, réalisée par la trouée glaciaire d'Annecy-Ugine, que l'on appelle parfois pour cette section « trouée de Faverges ». Le fond plat de la vallée correspond donc à une plaine alluviale. Au niveau de Faverges, cette vallée connaît un resserrement appelée cluse. Dans cette vallée, l'altitude peut varier entre 470 m sur les rebords ouest à environ 500 m sur les versants opposés. On aperçoit depuis certains lieux de la commune la cime du mont Blanc, en direction du nord-est.

### Hydrographie

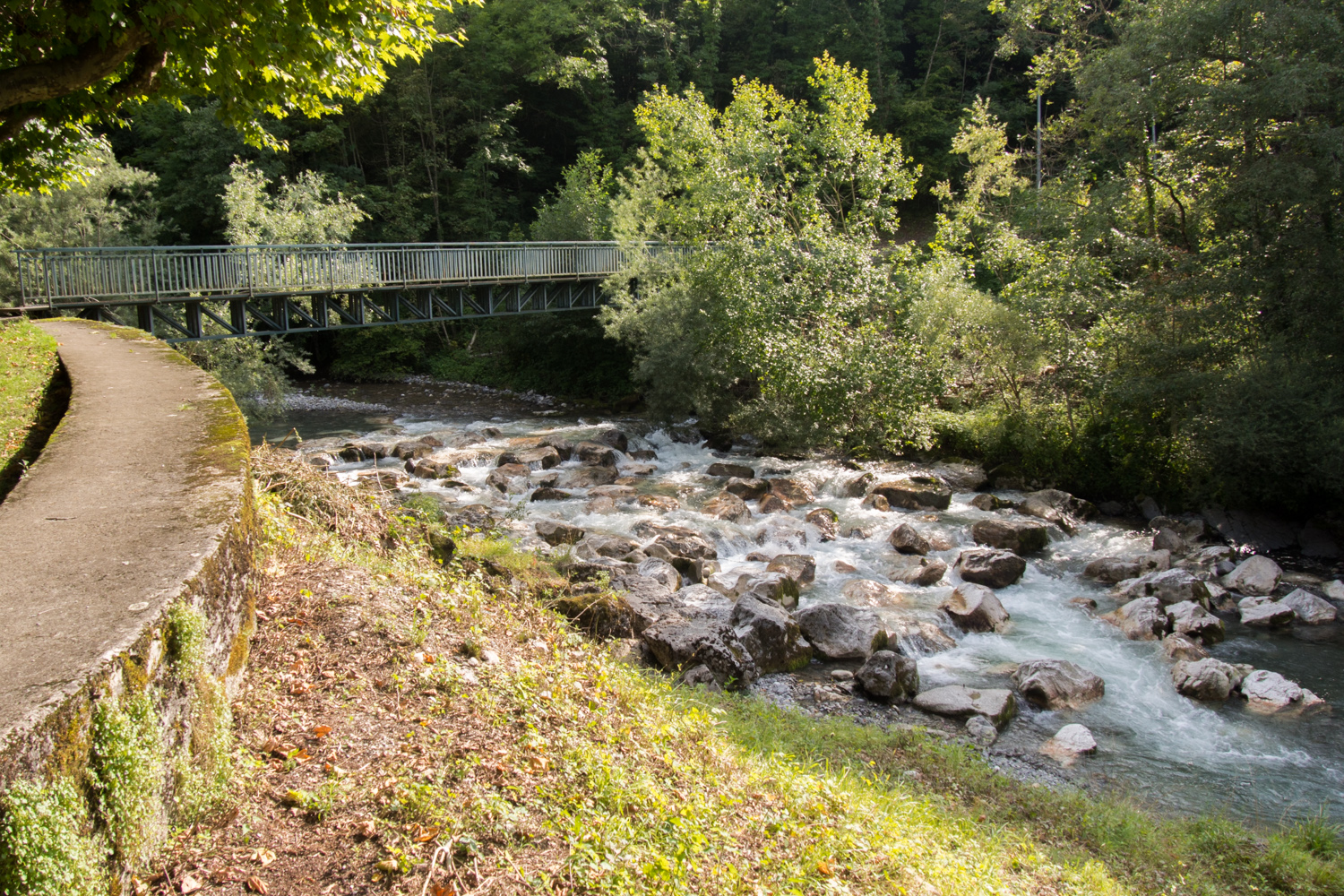
Le Saint-Ruph ou Eau Morte passant au sud du chef-lieu.

Le territoire communal est parcouru dans le Sud par le Nant ou torrent de Saint-Ruph qui prend sa source au col d'Orgeval, au cœur du massif des Bauges. Jusqu'à la plaine de Faverges, sa pente avoisine les 12 %, ensuite il s'assagit pour s'écouler paisiblement jusqu'aux marais du Bout du Lac (Doussard) et rejoindre le lac d'Annecy ; il prend d'ailleurs les noms de l'« Eau Morte », parfois de la « Glière »,. Ce torrent est rejoint sur sa rive droite, au niveau du hameau du Villaret, par le torrent de Tamié. Les eaux ont menacé et parfois débordé sur les habitations, malgré des digues édifiées au XVIIIe siècle, puis à nouveau au XIXe siècle, et après l'annexion de la Savoie de 1860. Des aménagements permettant la protection du chef-lieu ou de différents hameaux susceptibles d'être touchés sont encore réalisés par les services de l'État de nos jours.
Le Saint-Ruph reçoit les eaux de 22 affluents — torrents ou cours d'eau intermittents — sur le territoire communal (Dossier communal synthétique - DCS, p. 14-17). Les principaux cours d'eau pérennes sont les torrents de Frontenex (rive droite), d'Englanaz (rive gauche), des Balmettes (rive droite), intermittents de Mercier (rive droite), le Platon (village de Mercier, rive droite), le Nan de Montmin (rive droite) (DCS, p. 14-16).
En se rendant dans la vallée d'Ugine, vers l'est, on suit en réalité la vallée de la Chaise, pour arriver sur Ugine et rejoindre la rivière de l'Arly,,. Le torrent de la Chaise prend sa source dans le massif des Bornes, au niveau de la Riondaz, située au pied du mont Charvin. Seul un canal, appelé le Biel de Faverges, d'une longueur de 2,2 km se détache du cours d'eau principal et passe par le territoire communal pour rejoindre le cours principal un peu plus loin vers le sud-est,.
La commune est aussi marquée par des secteurs de zones humides voire de marais dans la plupart des hameaux et villages de la commune (DCS, p. 16). Dans la partie nord du territoire communal, une partie des marais est intégrée au site Natura 2000 de la « Cluse du Lac d'Annecy », reconnu par l'inventaire national du patrimoine naturel (INPN).

### Risques naturels
La commune est soumise à l'ensemble des aléas naturels que l'on retrouve en territoire de montagne (avalanches, crues torrentielles, mouvements de terrain). Ceux-ci ont été pris en compte dans l'aménagement communal depuis 2000 où un plan de prévention des risques naturels prévisibles (PPRn) a été adopté, puis révisé en 2008.
Bien que d'un impact faible pour la commune, certaines parties du territoire sont soumises à des avalanches, notamment les secteurs de la Dent de Cons, avec l'existence de trois couloirs (Arpettes, Grand Ravin et celui du Grand Creux appelé aussi Grande Echeraine). Ces coulées peuvent atteindre la cote 1200 voire plus rarement la cote 800 (Dossier communal synthétique - DCS, p. 9). Les secteurs de Saint-Ruph, Pré Gobet, Les Esseerts, du Rocher Blanc ou encore de la face est du mont de la Motte peuvent être aussi soumis à ce type de risque (DCS, p. 9-10). La dernière catastrophe ayant entraîné des morts remonte à Noël 1975 dans le secteur du couloir du Grand Creux avec deux victimes (DCS, p. 10).
Plus fréquents, les mouvements de terrain en lien avec la dynamique des versants, la chute de pierres ou la fragilité des abords des torrents sont plus nombreux (DCS, p. 11-13). Au cours des trente dernières années, sept incidents en lien avec des chutes de pierres ont été enregistrés mais sans faire de victime ni occasionner de dégâts (DCS, p. 13). Sur la même période, trois coulées de boue ont été observées là encore sans dégâts majeurs (DCS, p. 13).
Les risques d'inondations ou les crues sont liés au réseau hydrographique de la commune (DCS, p. 14-17). Certaines parties de la commune ont connu des épisodes de crues de la part du Saint-Ruph au cours des périodes du XVIIIe siècle ou du XIXe siècle. Quatre crues ont marqué le XXe siècle avec de l'érosion ou des inondations d'habitations sur les secteurs d'Englanaz, de la Balmette ou de Mercier. La population résidant aux abords du torrent est désormais régulièrement informée des risques et des moyens de prévention. Au niveau de la communauté de communes, un plan de gestion du Saint Ruph - Glière - Eau Morte prévoit la protection ou le renforcement des ouvrages existants, notamment les digues ou les ponts de Favergettes, d’Englannaz et de la Brévière.
La commune de Faverges, du fait de son implantation alpine, est soumise au zonage réglementaire pour la prise en compte de la sismicité, avec un classement en zone 4 (sismicité moyenne) sur une échelle de 5, alors qu'elle était placée en zone 1B (sismicité faible) en 1991 (DCS, p. 18). Le site planseisme.fr, site internet de prévention du risque sismique, classe encore en 2014 la commune en zone 2 (sismicité faible, catégorie d’importance IV).

### Climat
Le tableau suivant donne les normales mensuelles de température et de précipitations pour la station de Chambéry (station météorologique de référence pour Météo-France) relevées sur la période 1981-2010. La station est située à environ 35,1 km au sud-ouest de Faverges, de l'autre côté du massif des Bauges, et elle se trouve à une altitude de 235 m.
La situation de Faverges, d'une altitude médiane de 510 m, se trouve dans un climat continental montagnard caractérisé par une humidité marquée. Les hivers sont plus froids et neigeux que ceux observés dans l'avant-pays, comme à Chambéry, et la saison estivale douce avec parfois des épisodes orageux. Les intersaisons (avril et octobre) sont aussi en moyenne plus humides.
L'amplitude thermique est proche de celle observée pour la ville d'Annecy, 20,7 °C.
| Mois                              | jan.  | fév.  | mars  | avril | mai   | juin | jui.  | août  | sep.  | oct.  | nov.  | déc.  | année   |
| --------------------------------- | ----- | ----- | ----- | ----- | ----- | ---- | ----- | ----- | ----- | ----- | ----- | ----- | ------- |
| Température minimale moyenne (°C) | −1,4  | −0,7  | 2,1   | 5,1   | 9,7   | 12,8 | 14,7  | 14,2  | 11    | 7,4   | 2,5   | −0,2  | 6,5     |
| Température maximale moyenne (°C) | 5,8   | 7,9   | 12,6  | 16,3  | 20,8  | 24,6 | 27,4  | 26,6  | 22    | 16,7  | 10,1  | 6,4   | 16,5    |
| Record de froid (°C)              | −19   | −14,4 | −10,3 | −4,6  | −1,4  | 2,8  | 5,4   | 5     | 1     | −4,3  | −10,8 | −13,5 | −19     |
| Record de chaleur (°C)            | 17,9  | 20,5  | 25,1  | 29,5  | 32,7  | 36,1 | 38,3  | 38,8  | 32    | 29    | 23,3  | 22,7  | 38,8    |
| Ensoleillement (h)                | 77,7  | 104,4 | 156,7 | 172,8 | 202,5 | 234  | 260,1 | 232,5 | 176,3 | 121,4 | 71,2  | 60,6  | 1 870,3 |
| Précipitations (mm)               | 102,6 | 91,5  | 100   | 92,2  | 104,2 | 94,8 | 86,6  | 91,7  | 111,8 | 122,6 | 105   | 118   | 1 221   |

### Voies de communication et transports
La commune est traversée par l'ex-RN508 aujourd'hui route départementale 1508 qui se dirige au nord vers Annecy (env. 40 minutes) et au sud vers Albertville (env. 25 minutes), via Ugine (env. 20 minutes). Si la RN 508 passait par le centre-ville, désormais la RD1508 contourne l'agglomération par le Nord, depuis 1993. Dans cette direction, il est possible de rejoindre Albertville située à 19 km, ville depuis laquelle on peut rejoindre l'autoroute A430 permettant de rejoindre la combe de Savoie menant à la vallée de Maurienne ou les métropoles de Chambéry ou de Grenoble ainsi que la route nationale 90 qui permet de se diriger vers les stations de sports d'hiver de la vallée de la Tarentaise. En remontant vers le nord, en traversant Annecy, il est possible de rejoindre l'autoroute A41 (sortie Annecy-sud à 25 km ou Annecy-nord à 28 km) permettant de se rendre vers la vallée de l'Arve à l'est ou de se diriger vers Chambéry, via Aix-les-Bains à l'ouest. On peut éventuellement rejoindre l'autoroute A40, dite « autoroute blanche » en empruntant l'ancienne RN508 direction Frangy.
La circulation est estimée à plus de 8 100 véhicules par jour dont la proportion de poids lourds est d'environ 8 %.
La ville est reliée au reste du département et aux villes du département voisin par un service de cars journaliers assurant la liaison Annecy-Albertville par la société Voyages Crolard (groupe Transdev), membre du réseau Lihsa (lignes interurbaines de Haute-Savoie). Il s'agit de la ligne 51 dont les autocars effectuent de façon quotidienne environ neuf allers-retours dans la direction d'Annecy et sept à destination d'Albertville.
À partir d'Annecy, on peut se connecter au réseau ferré de la plate-forme multimodale de la gare d'Annecy. Pour les vols internationaux, on peut emprunter soit l'aéroport français de Lyon-Saint-Exupéry (150 km soit environ 1 h 45 min), soit celui plus proche de Genève Cointrin en Suisse (75 km soit environ 1 h 5 min).
La commune est également parcourue par une piste cyclable ou voie verte, dite du lac d'Annecy, implantée sur l'ancien tracé de chemin de fer, longeant la RD1508, entre Annecy et Albertville, s'arrêtant pour la Haute-Savoie sur la commune de Marlens,. Le dernier tronçon reliant Giez à Marlens a été réalisé entre 2004-2005. Elle mesure 30 km de long,. Elle est gérée par le syndicat intercommunal du lac d'Annecy (SILA). Cette piste cyclable est considérée comme l'une des plus fréquentées de France. Cette ancienne ligne de chemin de fer disposait d'une gare sur la commune.
On peut aussi se rendre à Annecy par bateau depuis l'embarcadère de Doussard, grâce à l'une des trois liaisons journalières proposées par la Compagnie des bateaux du lac d'Annecy.

## Urbanisme

### Morphologie urbaine

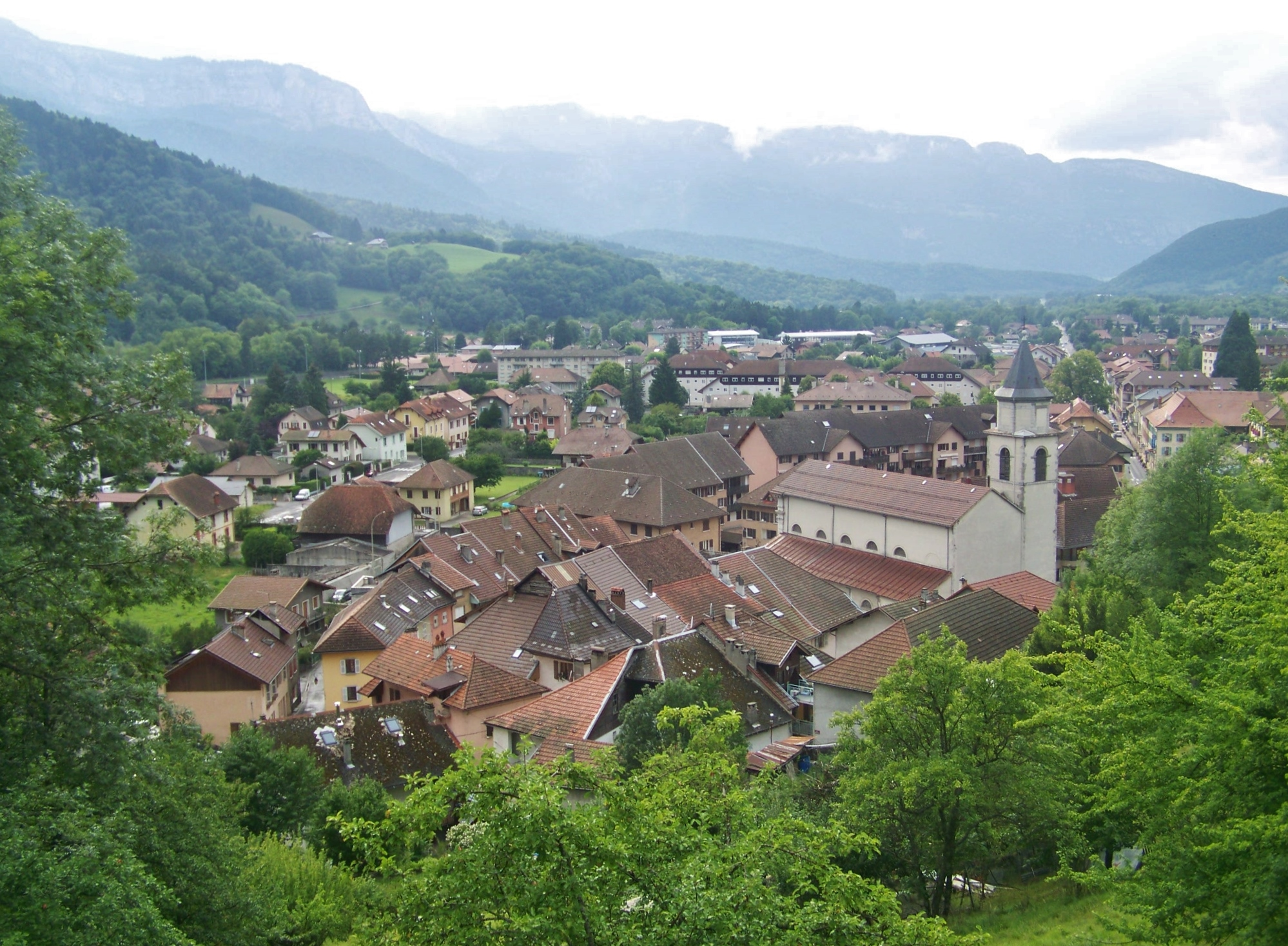
Chef-lieu de Faverges.

La commune de Faverges se développe dans la plaine ainsi que sur les pentes des massifs alentour. Elle est composée du chef-lieu qui s'est développé au pied de la petite colline où se situe le château, et d'une vingtaine de villages, hameaux ou lieux-dits que sont Bellecombe, Chambellon, Chancobert, Englannaz, Frontenex, Glaise, Lachat, La Balmette, Le Noyeray, Les Gras d’en haut, Les Gras d’en Bas, Le Pertuiset, Le Villard, Le Villaret, Les Grandes Pièces, Mercier, Le Mont-Bogon, Prafeu, Les Roux, Saint-Ruph, Verchères et Vesonne.

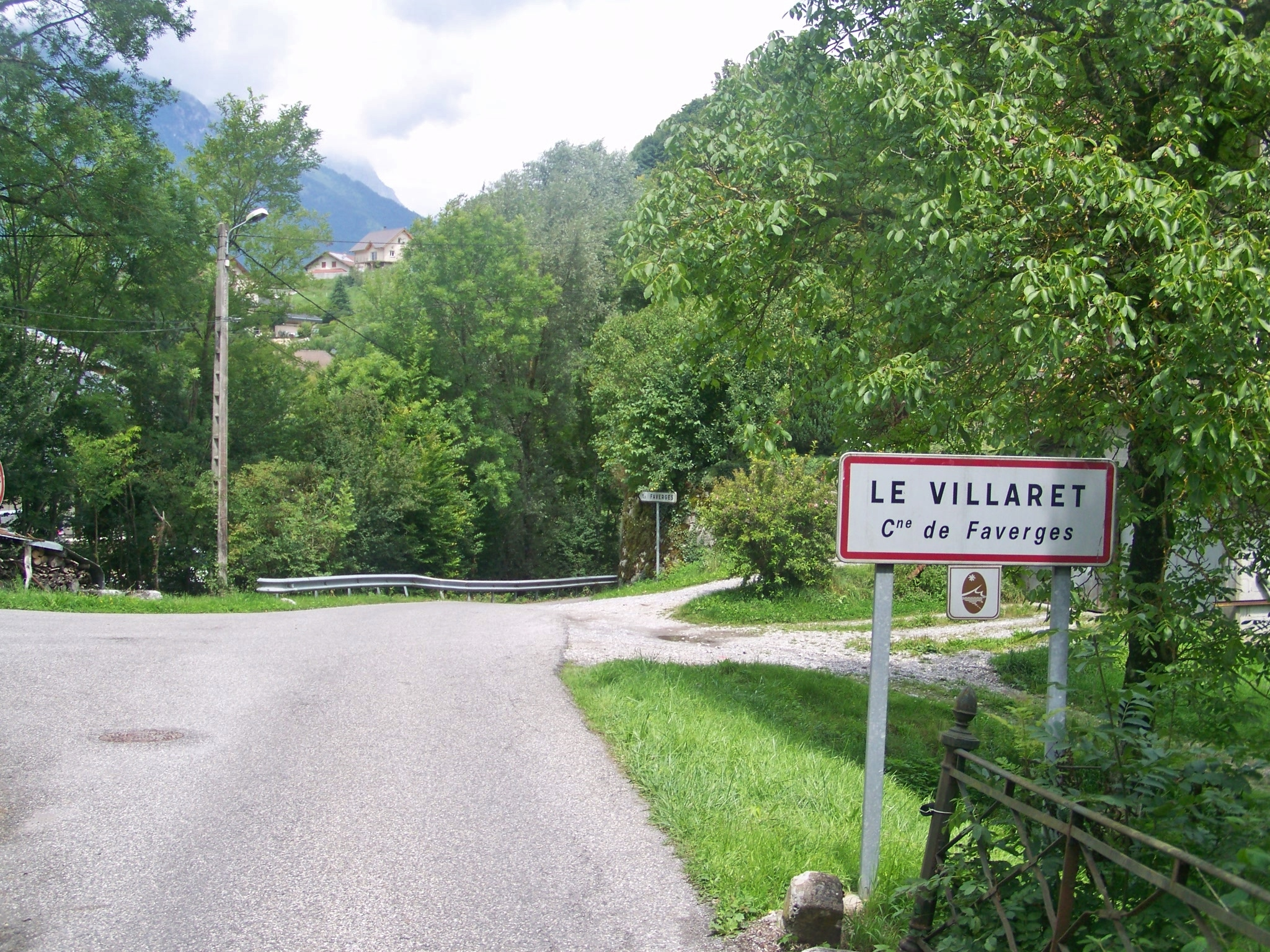
Entrée au hameau du Villaret.

Si l'espace comprenant Faverges, Viuz et Favergettes constitue un noyau urbain assez dense, fait d'habitats collectifs, de maisons de ville voire de maisons de maître, le paysage reste marqué par l'aspect rural tant dans la plaine que dans les villages situés au-dessus, dans lesquels on retrouve l'habitat individuel et la présence de fermes soit en activité, soit transformées en logement. Les maisons comme les fermes de type traditionnel sont généralement construites perpendiculairement à la pente, avec vue vers la plaine. Les édifices plus anciens sont élaborés à partir des matériaux locaux (pierre, bois). On peut ainsi observer que les toits sont généralement dissymétriques et possèdent une avancée importante en vue de protéger durant l'été, l'hiver ou les saisons humides, les façades où se situent l'entrée ou des balcons.
Autour du chef-lieu (Faverges), on trouve immédiatement à l'est le hameau de Favergettes avec ses grandes maisons du XIXe siècle, mais aussi le collège, les terrains de sport et le parc des Pins, en bordure de l'Eau Morte. Si l'on prend la route qui monte, vers l'ouest, on arrive à Prafeu. En direction du nord, sous le rocher éponyme, le hameau de Viuz et ses traces antiques, mais aussi zone activité qui s'apparente plus à une zone industrielle avec les entreprises internationales que sont S.T. Dupont ou encore Stäubli. En continuant vers le nord, en prenant la route pour se rendre à Thônes et les Aravis, on longe la montagne pour arriver au hameau du Noyeray, juste avant la commune de Saint-Ferréol. En redescendant dans la plaine où l'agriculture domine, à proximité de l'ancienne route nationale en direction d'Ugine, via Marlens, on trouve l'ensemble pavillonnaire des Grandes Pièces.
À l'est du centre-ville, sur la route menant à Cons-Sainte-Colombe, on trouve un habitat individuel et quelques fermes, correspondant aux lieux-dits Les Gras d’en bas et Les Gras d’en haut. Au sud-est du chef-lieu, sur le versant est de la montagne, en prenant la route remontant le vallon de Tamié, on trouve sur la rive droite du torrent du Bard ou nant de Tamié, trois hameaux en voie de densification : Chambellon, Verchères et un peu plus en altitude Frontenex. Sur le versant d'en face, sur la rive gauche du Saint-Ruph, le même type d'habitat dans les deux hameaux plus petits du Villaret et du Lachat. Plus en amont du torrent, on tombe sur le petit hameau de Glaise.
En descendant le vallon du torrent de Saint-Ruph, on arrive à nouveau dans Favergettes jusqu'à la route en direction d'Annecy. Sur la rive gauche, on trouve le hameau d'Englanaz avec le même paysage rural observé dans les autres hameaux. Sur l'ancien tracé de la RN508 se situe la zone d'activités économiques (ZAE) dite des Boucheroz.
Si l'on prend la route de Vesonne vers l'est, au départ de Viuz, sur la rive droite de l'Eau Morte, on trouve successivement les hameaux de La Balmette, puis de Mercier, Vesonne, posés sur les contreforts de la montagne. En montant par la route menant à Montmin, on arrive au hameau du Mont-Bogon qui domine la vallée de Faverges, avec notamment en face le village de Giez.
Le PLUi de la communauté de communes permet d'observer, dans sa deuxième partie, par l'outil cartographique et des photographies l'évolution de l'implantation et du paysage urbain de la ville dans la plaine.

### Logement
En 2009, le nombre total de logements dans la commune était de 3 591, alors qu'il était de 2 802 en 1999,. Cette augmentation suit la hausse démographique, la commune ayant gagné 659 habitants dans l'intervalle,.
En 2009, parmi ces logements, 84,8 % étaient des résidences principales, 5,2 % des résidences secondaires et la part des logements vacants représentait 10 %. Ces logements étaient pour 46 % d'entre eux des maisons individuelles et pour 53,6 % des appartements. Il existe 37 immeubles collectifs dans la plaine communale.
La même année, 56,1 % des résidences principales étaient occupées par leur propriétaire, et 40,9 % par des locataires. Le taux de propriétaires a légèrement augmenté ces dernières années, puisqu'il était de 53,4 % en 1999. La part de logements HLM loués vides (logements sociaux) était toujours supérieur au seuil légal de 20 %, mais en baisse sur la période : 29,3 % en 1999 contre 25 % en 2009.
En 2009, sur les 3 045 ménages habitant la commune, 373 ménages y vivaient depuis moins de deux ans, soit 12,2 %, 533 ménages, soit 17,5 % y vivaient depuis deux à quatre ans enfin 1 584 ménages soit 52 % depuis plus de dix ans.
Historiquement, le parc de logements de la ville augmente considérablement sur la période de 1968 à 1990, où 997 logements sont construits. C'est durant cette période qu'une soixantaine de pavillons locatifs individuels sont réalisés dans le nouveau quartier des « Grandes Pièces » (1976, une réhabilitation est engagée depuis 2010) ainsi que la restructuration de la place de l’église. Au cours de cette période, les résidences secondaires augmentent (+ 91). Dans la décennie suivante, la commune de Faverges fait construire de nouveaux logements (+ 262).
Voici une présentation graphique de l'évolution du nombre de logements par catégorie pour la commune entre 1968 et 2011.
|                                                  | 1968  | 1975  | 1982  | 1990  | 1999  | 2006  | 2009  | 2011  |
| ------------------------------------------------ | ----- | ----- | ----- | ----- | ----- | ----- | ----- | ----- |
| Ensemble                                         | 1 543 | 1 930 | 2 458 | 2 540 | 2 802 | 3 055 | 3 387 | 3 591 |
| Résidences principales                           | 1 409 | 1 670 | 2 085 | 2 279 | 2 516 | 2 779 | 2 871 | 3 044 |
| Résidences secondaires et logements occasionnels | 78    | 84    | 162   | 169   | 104   | 116   | 177   | 188   |
| Logements vacants                                | 56    | 176   | 211   | 92    | 182   | 159   | 339   | 359   |

### Ressources
L'alimentation en eau potable de la ville de Faverges est en situation d'affermage avec la société Veolia. Le prix de l'eau par m³ est de 1 à 1,5 € (donnée d’août 2014). La ville compte six lieux de captage.
Le réseau d’assainissement est géré par le syndicat mixte du lac d'Annecy (SMLA). Les eaux de la commune sont traitées par la station d'épuration (aujourd'hui appelée UDEP, Unité de dépollution des eaux) de Marlens, au lieu-dit de Champs Froids.

### Projets d'aménagements
L'évolution du territoire communal de Faverges est à placer désormais dans le cadre de la nouvelle communauté de communes du pays de Faverges (regroupant les dix communes du canton), qui fait suite à l'ancien SIVOM, depuis l'an 2000 et la mise en place d'un plan local d'urbanisme intercommunal (PLUi), élaboré entre 2008 et 2011. Le site Internet projet-territoire-ccpf.com est dédié au projet d'aménagement. À la suite d'un diagnostic, trois thèmes ont été retenus pour le développement territorial : « Égalité des chances » (concernant la population, la santé et la culture), « Innovation et compétitivité » (concernant le développement du territoire) et « Développement intégré et réseaux » (aménagement du territoire).
Le centre-ville a fait l'objet d'un réaménagement en 2013-2014.

## Toponymie
Au cours du Ier siècle av. J.-C., le site de Viuz-Faverges est identifié sur l'Itinéraire d'Antonin en tant que petite agglomération, mentionnée sous la forme mansio Casuaria,. Le nom Casuaria disparaît et le lieu est désormais attesté sous la forme Vyu au XIIIe siècle ; Viu Fabricis en 1275 ; Prior de Vyu in fabricis (v. 1344),.
Viuz remonte au gallo-roman VICU issu du latin vicus terme désignant un bourg, une agglomération. Il s'est fixé localement sous la forme Viu, sans être réinterprété en Vieu (Ain, Vyu en 1267) et Vieu-d'Izenave (Ain, de Vico en 1185). Le -z final est un ajout tardif sans valeur étymologique.
On note l'adjonction du déterminant complémentaire Faverges « forges » sous la forme latinisée Fabricas en 1112, dans la mention ego Berlio de Castro quod dicitur Fabricas, citant le seigneur Berlion de Faverges. Le mot dialectal est issu du latin fabrica (« forge, fabrique, atelier »), la présence de forges étant effective dès cette période,,.
La commune s'écrit Favèrges en Francoprovençal ORB ou Favarzhe selon la graphie de Conflans.
Le village de Vesonne (au nord de la commune), sur le contrefort du mont Bogon, est cité dans un document de 1016, indiquant que Rodolphe III de Bourgogne fait don à sa femme, Hermengarde ou Ermengarde, des droits sur « Dulsatis (Doussard), Vesonam (Vesonne), Merlendis (Marlens) ». Il désigne quant à lui le « lieu voisin (du village) », dérivant du mot latin vulgaire vecinus (latin vicinus). Le toponyme possède cependant une similitude avec le nom de la déesse de l'eau Vesunna.
Le cartulaire de l'abbaye de Talloires de la fin du XIIe siècle - début du XIIIe siècle cite ces noms de lieux : Faverges ; Vesona (Vesonne) ainsi que celui de Fulcimania (Faucemagne). Le toponyme Faucemagne désigne en effet l'ancien prieuré installé vers 1040 par saint Ruph, frère de saint Germain, premier prieur de l'abbaye de Talloires, sur un lieu-dit qui portera son nom,.
Les toponymes des autres hameaux et noms de lieux peuvent renvoyer à un patronyme (Les Boucheroz ou Mercier), ou à un type de relief ou de paysage (Bellecombe, ou alors indiquant la présence de cavités naturelles sous la roche à La Balmette, ou encore désignant un type de champs avec Chambellon), de la végétation (Le Noyeray ou plus étrangement avec Prafeu, mot composé de Pra, désignant le « pré », et Feu, les « êtres »), voire en lien avec les cours d'eau (Englannaz). Le toponyme Verchères désigne quant à lui une terre à proximité d'une ferme et Glaise, une terre argileuse.
Quant au toponyme Frontenex (Frontenay ?), il semble similaire au nom de domaine d'origine gallo-romaine Frontenacum que l'on retrouve ailleurs dans la région sinon du patronyme Futenay selon l'abbé Adolphe Gros.
Les toponymes du Villard ou du Villaret, courant dans la région, désigne des hameaux, un domaine rural.

## Histoire

### Antiquité

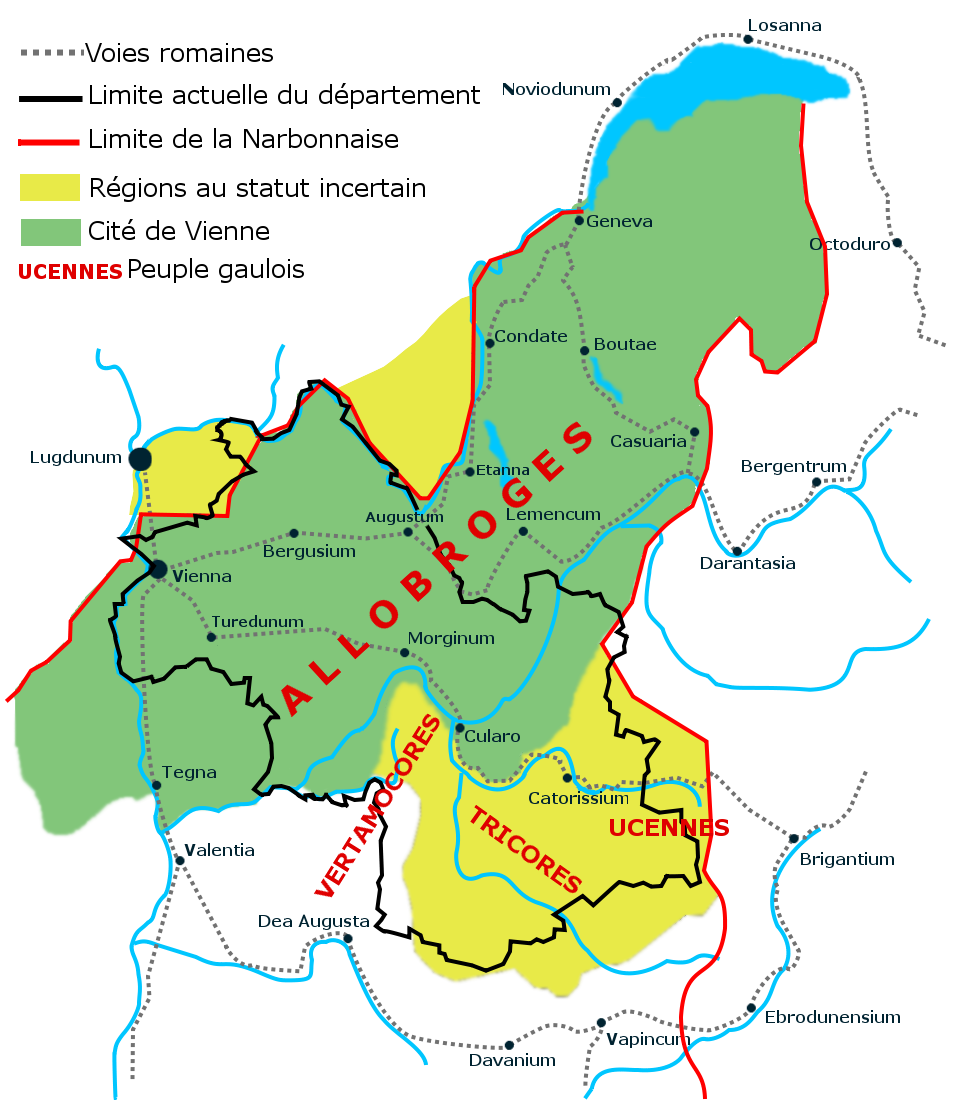
Territoire des Allobroges, avec mention de Casuaria.

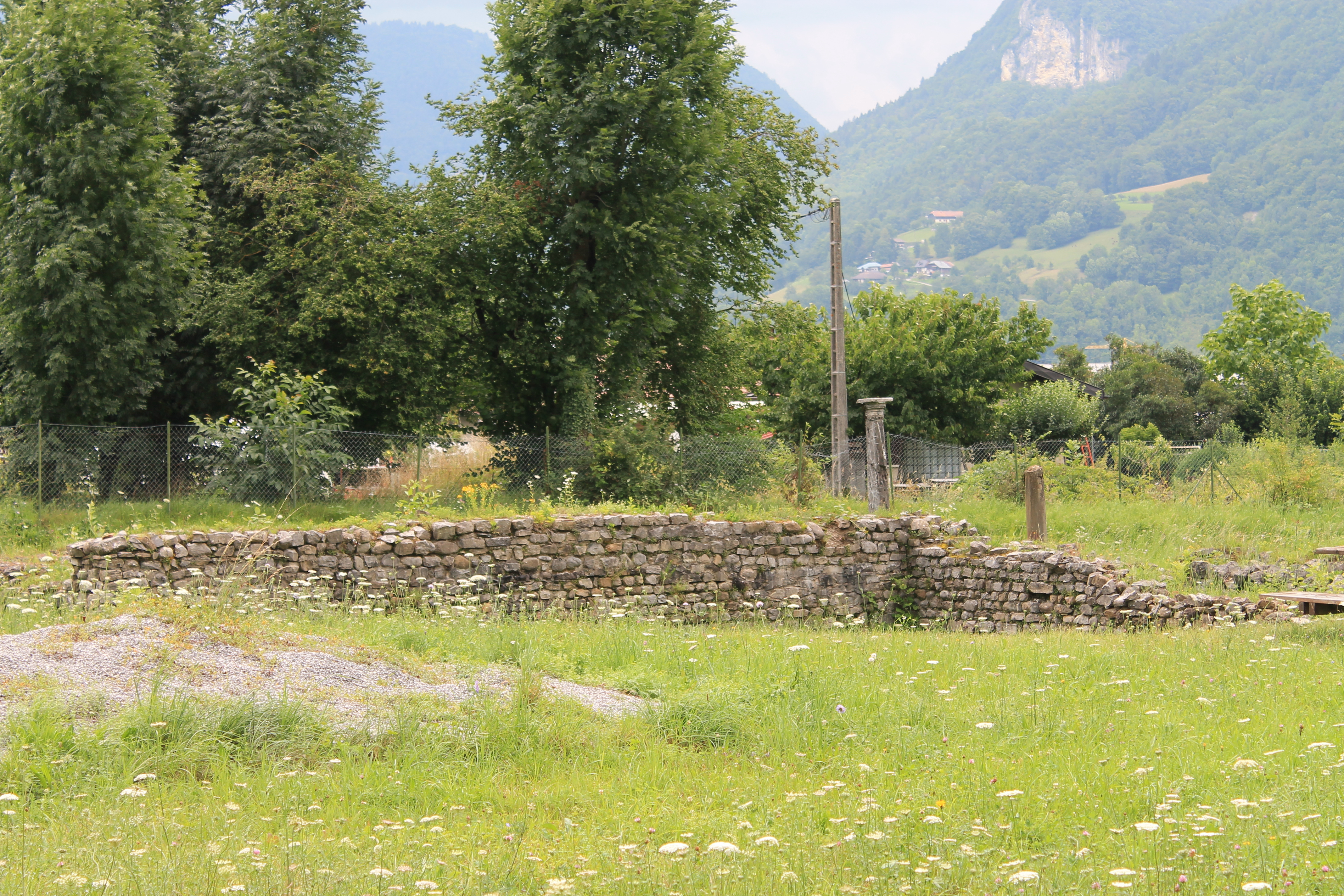
Thermes antiques.

La plaine de Faverges semble occupée dès la période protohistorique. Le musée archéologique de Viuz-Faverges présente ainsi une hache en cuivre dite d'Englannaz, qui serait datée de la période dite « chalcolithique » (appelée aussi âge du cuivre), correspondant à la « période où un outillage, principalement en pierre, peut être complété par des objets en cuivre travaillé ».
La vallée de Faverges se trouve en territoire des Allobroges qui contrôlent l'avant-pays plat, entre le Rhône et les Alpes. Les différentes fouilles ont permis la découverte d'objets de la période celtique, notamment deux fibules remontant probablement au IVe siècle av. J.-C.. Lors de la réalisation des travaux de la déviation de la ville, un sol d'un habitat en terre battue ainsi qu'une coupe en céramique ont été trouvés et pouvant appartenir à la période finale de la civilisation de Hallstatt IVe et Ve siècles av. J.-C..
Les Romains interviennent dans les environs à partir du IIe siècle av. J.-C. Une fois le territoire pacifié, les Romains construisent des routes afin de commercer et notamment la route secondaire reliant Turin à Genève, qui passe par la vallée de Faverges. Une bourgade se développe sur l'actuel site de Viuz, au Ier siècle. La mansio Casuaria est indiquée sur l'Itinéraire d'Antonin, et on la retrouve sur la carte de Peutinger. Les fouilles archéologiques ont permis de mettre au jour une mansio/auberge d'étape équipée de thermes, sur le lieu-dit du Thovey ou encore, dans une campagne réalisée en 2012, une petite nécropole constituée d'une trentaine de tombes.
Un sanctuaire gallo-romain est également trouvé lors de la construction de la déviation du centre-ville au début des années 1990. Il est contemporain du vicus (Ier siècle). La découverte d'un socle en marbre avec un dossier peut permettre d'envisager que le temple était dédié à Jupiter.
Le village de Viuz a été construit sur les ruines de la bourgade romaine de Casuaria, dont les vestiges s'étendent jusqu'au centre de la ville de Faverges. La superficie du village antique est estimée à environ 25 hectares, soit 0,25 km2 et sa population à environ 2 500 habitants. De nombreux objets gallo-romains de grande qualité ont été retrouvés et sont exposés également au musée archéologique de Viuz-Faverges. Le toponyme « Viuz » provient du nom latin Vicus, signifiant une petite agglomération à l'époque romaine. Selon l'historien local Bernard-Marie Pajani, qui reprend en partie les pistes du chanoine Gros (p. 331), le toponyme de Casuaria proviendrait du mot celte Casua, signifiant la Chaise, auquel serait adjoint le suffixe -aria (dérivant du préfixe are-) signifiant près de.
On note à cette époque gallo-romaine la présence de forges et de fonderies.
Des églises primitives chrétiennes se sont succédé sur le site de l'ancien temple ou à proximité. Elles ont été datées du VIe siècle, reconstruites entièrement selon le même plan au VIIIe ou IXe siècle et XIIe siècle. Vers 1100, la paroisse de l'église Saint-Jean-Baptiste de Viuz est érigée en prieuré et reçoit quatre moines.

### Moyen Âge

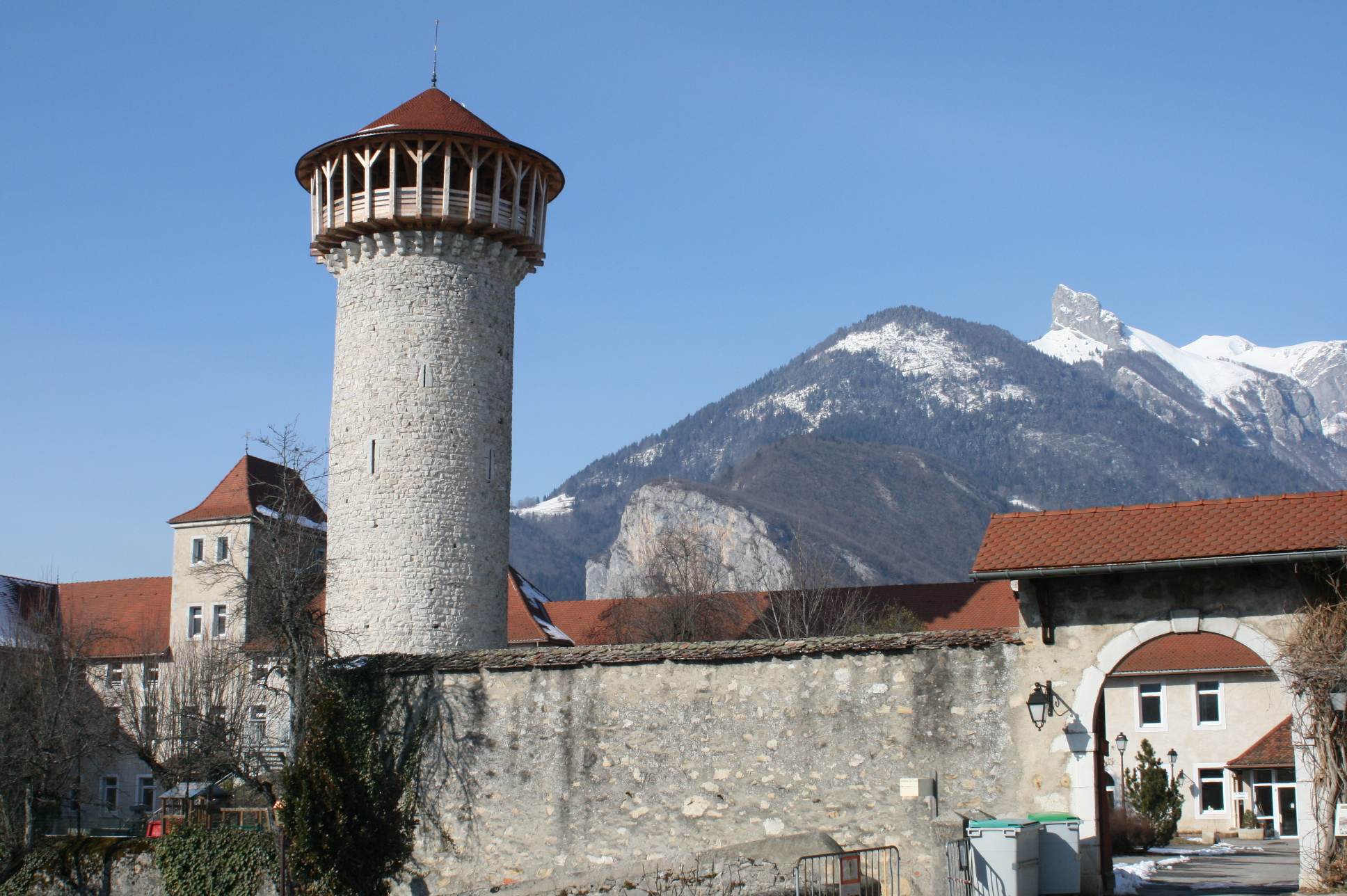
L'entrée du château de Faverges.

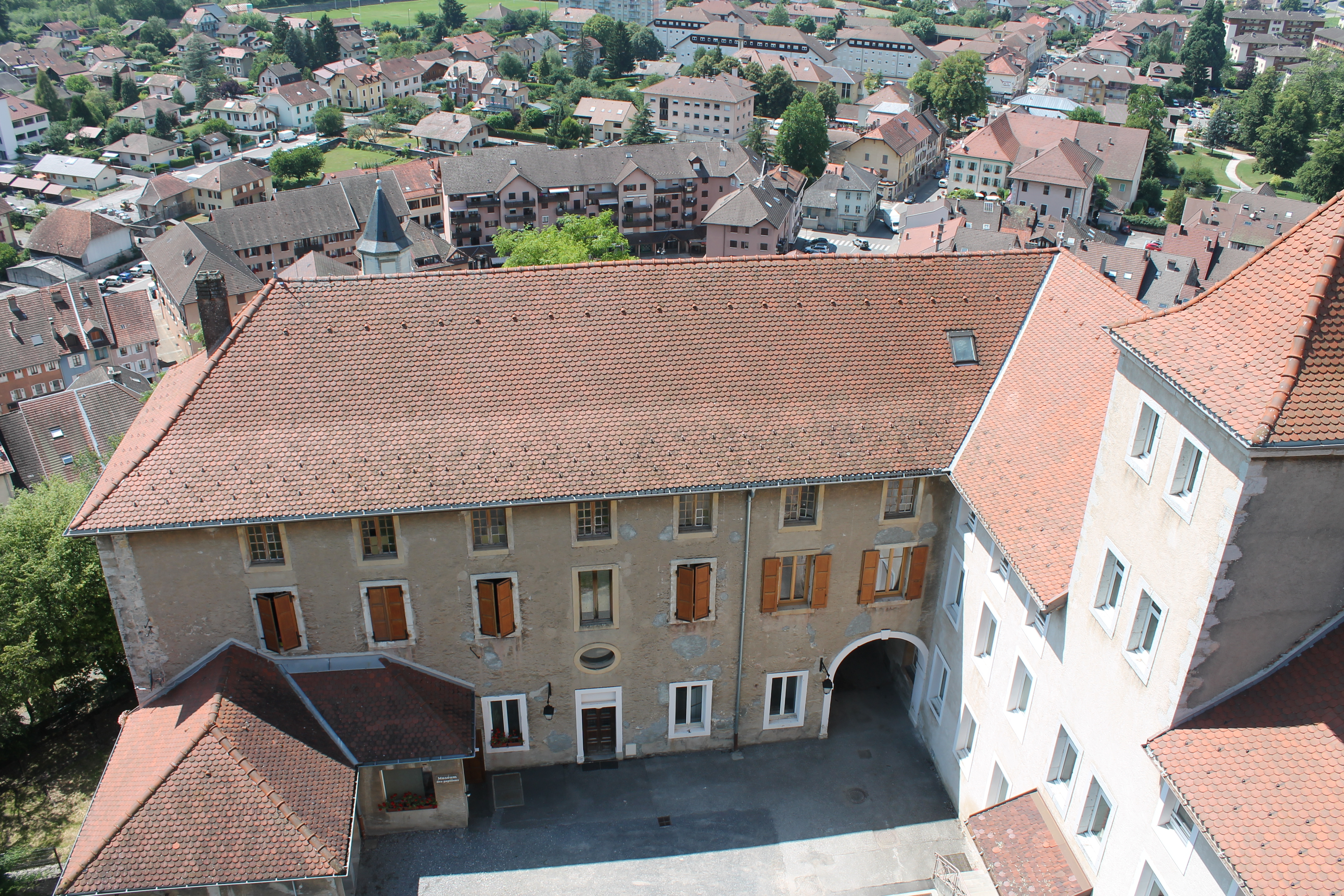
Vue du château de Faverges et de la vieille ville de Faverges depuis le donjon.

Le vicus de Casuaria (actuellement Viuz-Faverges) appartient au pagus major Genevensis (correspondant au Comté de Genève), au sein du pagus minor Albanensis. Faverges est le centre d'une seigneurie et d'un mandement appartenant au bailliage de Savoie (territoire recouvrant une partie des anciennes provinces qui forment aujourd'hui les départements savoyards), jusqu'à l'annexion du duché de Savoie par les troupes révolutionnaires françaises en 1792.
Une famille de Faverges, avec un Berlion de Faverges et son frère, Godefroi, ainsi que leur mère, sont cités dans une Charte du diocèse de Maurienne de 1112, dans laquelle ils rétrocèdent leurs droits sur des terres situées dans le diocèse. Ce document permet d'établir l'existence d'un premier château, sans pouvoir le situer. En 1173, un Berlion de Faverges et son frère Ponce sont mentionnés comme témoins lors de la signature d'un acte entre le roi d'Angleterre, Henri II, et le comte de Savoie, Humbert III,. Acte par lequel, le comte voulait marier sa fille Agnès, au roi, apportant d'ailleurs en dot le comté de Savoie. Des membres de la famille sont mentionnés dans des actes du XIIIe siècle,.
Une tour-donjon, qui domine la vallée de Faverges et contrôlant l'accès à celle de Tamié, est citée vers le milieu du XIIIe siècle,.
En 1301, le comte de Savoie reconnaît au prieuré de Faucemagne (aujourd'hui le hameau de Saint-Ruph), placé en 1145 sous le patronage de l'abbaye de Talloires, le droit de seigneurie. Le torrent du vallon est la propriété des moines et les forgerons de Faverges doivent passer un pacte d'albergement pour son utilisation en 1381.
À cette période, le bourg de Faverges possède une Maladière (hôpital pour lépreux).
Vers la fin de cette période, la seigneurie de Faverges est inféodée au comté de Genève, devenant un lieu stratégique frontière avec le comté de Savoie. Puis, par un acte du 26 novembre 1316, le comte Guillaume III de Genève vend les droits qu'il détient sur la seigneurie à son beau-père, le comte Amédée V de Savoie,. Droits qu'il avait déjà commencé à laisser à Amédée le Grand dès 1293. Deux ans plus tard, la ville de Faverges obtient une charte de franchises de la part du comte de Savoie, notamment l'établissement d'un marché le mercredi ainsi que des foires trois fois par an. C'est à cette occasion que la ville reçoit du comte son premier blason. Le bourg est l'une des châtellenies du comté de Genève et regroupe les paroisses de Cons, Doussard, Giez, Marlens, et Saint-Ferréol,. Il possèdera un châtelain et une élection mettra en place un syndic et ses conseillers.
En 1329, le comte Amédée III de Genève, seigneur de Faverges, prête hommage au nouveau comte, Aymon de Savoie. Le tracé de la frontière entre les deux comtés est discuté et déplacé. Passant autrefois par Marlens, la limite est fixée entre les villages de Mercier (Faverges) et de Saint-Gingolph (Giez).
En 1501, la vente du château de Faverges par le duc de Savoie, Philibert II de Savoie, à François de Luxembourg-Martigues est annulée. Il faut attendre cinq ans plus tard pour que la transaction se conclut positivement. En 1514, la seigneurie et le château passent sous l'apanage du Genevois, détenu par Philippe de Savoie-Nemours. À la fin du XVIe siècle, la seigneurie et les droits sont achetés par Louis Milliet.
Lors de la guerre franco-savoyarde, le roi Henri IV de France, arrivant d'Annecy en bateau, se rend à Faverges. Il aurait séjourné dans le château, dans la nuit du 9 au 10 octobre 1600,. Le village est détruit dans la nuit par un incendie,. Les troupes françaises se dirigent vers la vallée de la Tarentaise et de la Maurienne, qu'ils occuperont. Le roi sera le 10 dans la vallée de Beaufort. Les Français occuperont le duché de Savoie jusqu'en 1603.
En 1645, on exhume le corps de saint Ruph à Faucemagne.
Dès le Moyen Âge, la ville devient « industrielle », le fer, le charbon et le cuivre exploitées dans les alentours y sont travaillés ou vendus. On relève qu'en 1350, le bourg accueille « deux forges pour le fer, trois pour le cuivre et cinq coutelleries ». En 1407, 20 % des chefs de famille du bourg sont forgerons.
En 1768, le prieuré de Faucemagne est supprimé et l'ensemble commencera à tomber en ruines. Quelques années plus tard, en 1835, on redécouvre la tombe de saint Ruph. Son corps est transporté et enterré derrière l'autel de l'église de Seythenex.

### Famille Milliet de Faverges

Armes de la Maison Milliet.

La famille Milliet joue un rôle durant cinq générations pour la ville, mais dans le duché de Savoie. Tout commence en 1569 lorsqu'un bourgeois, Louis Milliet, dont le père Claude avait été chancelier du duc de Savoie, achète pour 700 écus d'or, soit 50 000 florins, le château et la seigneurie, lui permettant ainsi d'obtenir par la suite le titre honorifique de « Marquis »,. Le titre appartenait à Louise de Savoie, épouse de François de Luxembourg, vicomtesse de Martigues et Dame de Faverges. Des travaux sont entrepris pour aménager le château.
Le titre de « comte » est ensuite accordé en 1609 puis enfin celui de « marquis » en 1644. En 1790, peu avant l'invasion des troupes révolutionnaires françaises, la marquise de Faverges, Catherine Milliet, veuve, part pour Turin avec ses filles. Le château est délaissé et la famille, par l'intermédiaire du comte Leproti de Fontanetto, gendre de la marquise, le vend en 1810 à l'industriel Jean-Pierre Duport (1756-1822), propriétaire d'une usine de coton dans la ville. Ce dernier installe une usine de mousselines de soie, que son gendre, le baron Blanc développera.

### Histoire administrative (1792-1860)
Lors de l'annexion du duché de Savoie par les troupes révolutionnaires françaises en 1792, la ville devient le chef-lieu d'un canton recouvrant quasiment l'ensemble des communes actuelles du canton de Faverges, excepté les paroisses de Lathuile, Doussard et Montmin, dans le district d'Annecy, qui appartient au département du Mont-Blanc. Lors de la modification de ce département avec la création de celui du Léman, en 1798, Faverges est maintenu dans le département du Mont-Blanc dans l'arrondissement d'Annecy, restant par ailleurs le chef-lieu d'un canton, il regroupe par contre 16 communes dont la ville d'Ugine.
Lors de la restauration du duché de Savoie, Faverges retourne à la province du Genevois et reste un centre de mandement avec 7 communes. La Thuile-en-Genevois, Chevaline et Montmin sont intégrées au mandement en 1818. Lors des réformes de 1835-1837, le mandement de Faverges est détaché de la province du Genevois pour être intégrée à la nouvelle province de la Haute-Savoie qui a pour chef-lieu Albertville. Le mandement garde les 10 communes.
Lors de l'Annexion de la Savoie par la France en 1860, Faverges devient de nouveau le chef-lieu du canton de Faverges dans le nouveau département de la Haute-Savoie.

### Développement industriel
Dès le Moyen Âge est créé le canal du Biel, qui naît d'une résurgence récupérant les eaux de ruissellement du massif de la Sambuy. Dès lors, des industries peuvent se développer, en prenant leur force sur le Biel grâce à des roues hydrauliques. L'histoire industrielle de Faverges débute à cette époque.
À la fin du XIXe siècle, une centrale électrique sera installée près de la source du Biel et alimentera Faverges.
Au début du XIXe siècle, le géographe français Nicolas Desmarest, dans son Dictionnaire de géographie, physique (1811), indique sur l'article consacré à Faverges accueille une « fabrique de papier, deux tanneries (…) ; une manufacture de cuivre [destinée à la fabrication] d'ustensiles de ménage et une usine où l'on forge différents outils propres à l'agriculture ». Ces activités reprennent l'héritage artisanal du Moyen Âge, de leurs exploitations industrieuses (martinets, forges de fer et de cuivre, exploitation des ressources minières des environs) au XVIIIe siècle. Quelques années plus tard, des ateliers de soieries sont installées dans la commune, ouvrant un nouveau chapitre de la commune.
Le 19 juin 1799, Jean Pierre Duport, dit le jeune (1756-1822),, un industriel lyonnais ayant fait fortune dans le négoce du coton puis de la soie, achète les propriétés de son cousin Antoine Duport pour créer son entreprise. Son cousin, Jean-Pierre Duport, dit l'ancien est aussi industriel, mais originaire de Termignon (Duché de Savoie) et il est le fondateur de la manufacture de coton d'Annecy ; ils sont souvent confondus. Jean Pierre Duport le jeune installe ses métiers dans un premier temps dans l'ancien couvent des Annonciades, désaffecté puis bâtit sur les terrains de son cousin une manufacture de coton puis de soie. En effet, en raison du blocus continental durant le Premier Empire le coton n'arrivant plus, on se lance dans la soie. Le 24 février 1812, il achète le château de Faverges pour y installer de nouveaux ateliers, à la Comtesse Leproti de Fontanetto, née Agathe Louise Gabrielle Milliet, descendante de la famille Milliet,. Son entreprise compte 120 tisserands, 240 ouvriers et 440 brodeuses sur mousseline.
En 1815, la société est reprise par son gendre, le futur baron Nicolas Blanc. Vers 1830, la société compte 500 métiers et 850 ouvriers. L'entreprise vend tant dans les États de Savoie qu'en direction de l'Allemagne, la Russie, l'Angleterre mais aussi en Amérique. La renommée mais surtout la richesse de cette famille d'industriels aboutira à l'anoblissement du successeur de Duport, son beau-fils Nicolas Blanc est fait baron par le roi Charles-Albert de Sardaigne, à la suite de sa visite de la manufacture en 1834. En 1859, à la veille de l'Annexion de la Savoie par la France, la manufacture emploie 1 200 personnes.
Le Dictionnaire du duché de Savoie (1840) précise que les hameaux de Viuz et des Murets produisent un vin de bonne qualité, contrairement aux autres productions du territoire.
En 1902, l'activité du tissage de la soie est reprise et relancée grâce à l'industriel suisse Stunzï,,. Elle emploiera jusqu'à 440 métiers. Quelques années plus tard, en 1909, une autre entreprise suisse, originaire du même village que l'entreprise précédente, Stäubli, s'installe et démarre la fabrication de ratières, qui sont des programmateurs pour métiers à tisser commandant par exemple l'entrecroisement des fils de chaîne ou de trame pour tous les types de tissu. Elle est aujourd'hui le plus gros employeur du canton. De nombreuses autres entreprises vont venir s'installer par la suite, qui vont confirmer la vocation manufacturière et artisanale de la ville.
En 1922, le château devient « château ouvrier », abritant un internat pour les ouvrières des soieries, dans lequel on trouve de nombreux services (bibliothèque, salle de jeux, billard, dentisterie, etc.),.
En 1923-24, Simon Tissot-Dupont, originaire du village de Saint-Ferréol, mais vivant à Paris, décide d'installer à Faverges l'usine de production de son entreprise (ST Dupont), en raison du tissu industriel déjà présent,,. Dix ans plus tard, en pleine crise économique, l'entreprise compte environ 350 employés.

### Début duXXesiècle
Pendant la Première Guerre mondiale, 267 hommes du canton partis à la guerre y trouvèrent la mort, dont soixante-neuf étaient originaires de la commune
Dès 1914, le château est aménagé en hôpital militaire, notamment pour les troupes Belges.
Durant la Seconde Guerre mondiale, la commune accueille une colonie d'enfants relevant du Secours suisse aux enfants (Croix Rouge Suisse), ouverte entre décembre 1940 et mai 1942. Sur les dizaines d'enfants se trouvant dans le centre, une quinzaine d'enfants juifs, dont le futur historien économiste Paul Bairoch, sont présents ; la plupart d'entre eux seront exfiltrés vers la Suisse voisine par les enseignants Walter Giannini et Emma Aeppli.

### Lendemain de la Seconde Guerre mondiale
Le 6 juillet 1950 est fondé le "Syndicat intercommunal du Nant d'Arcier" par les communes de Faverges et de Saint-Ferréol rejoint en 1968 par la commune de Marlens. Ce syndicat de l'eau assure le captage, la production d'eau potable, l'adduction et l'entretien des ouvrages des réseaux communaux.
La manufacture Stunzï, dont l'activité décline au lendemain de la Seconde Guerre mondiale, ferme définitivement ses portes en 1980. L'entreprise Stäubli continue quant à elle sa croissance en diversifiant ses activités, notamment vers la robotique. L'entreprise emploie 748 personnes du canton mais aussi des régions voisines (pourtour du lac d'Annecy, vallées de Thônes, d'Ugine et d'Albertville) en octobre 1973 ; en 1998, elle compte plus de 970 salariés.
D'autres entreprises d'origine locale profitent du tissu industriel déjà présent pour s'installer sur la commune, notamment les entreprises Saphir (fabrication de cirage), de la menuiserie industrielle Piquand, ou encore de Bourgeois (spécialiste des cuisinières et des fours industriels).

## Politique et administration

### Situation administrative
Faverges relève de l'arrondissement d'Annecy et de la deuxième circonscription de la Haute-Savoie.

### Tendances politiques et résultats
Les électeurs de Faverges, bien qu'habitant une ville industrielle, favorisent le plus souvent, comme ceux de la Haute-Savoie en général, la droite, comme le laissent apparaître les résultats des dernières consultations. Cependant les électeurs ont choisi des maires de gauche au cours du XXe siècle (périodes 1935-1941, 1947-1965 et 1989-2001).
Lors de l'élection présidentielle de 2012, le taux de participation au premier tour était de 83,11 %, soit légèrement supérieur au taux de votants du département de la Haute-Savoie (81,37 %) et plus que celui au niveau national (79,48 %). Nicolas Sarkozy (UMP) obtenait 25,94 % des suffrages, devançant François Hollande (PS) avec 21,81 %, Marine Le Pen (FN) avec 22,35 % et Jean-Luc Mélenchon (FG) avec 11,76 %. Le résultat du second tour confirmait celui du premier, Nicolas Sarkozy arrivant une nouvelle fois en tête (54,14 %) devant François Hollande (45,86 %), comme dans le reste du département mais avec une avance légèrement moindre (rapport de 60,10 % contre 39,90 %), pour un taux de participation relativement stable (82,05 %).
Aux élections législatives de 2012, le député sortant Lionel Tardy (UMP), est arrivé en tête au premier tour avec 35,57 % des voix, devant Denis Duperthuy (PS) avec 30,40 %. La troisième place est occupée par la candidate du FN avec 18,52 %. Le second tour confirma cette tendance, Lionel Tardy devançant Denis Duperthuy (54,04 % contre 45,96 %) comme sur l'ensemble de la circonscription.

### Administration municipale

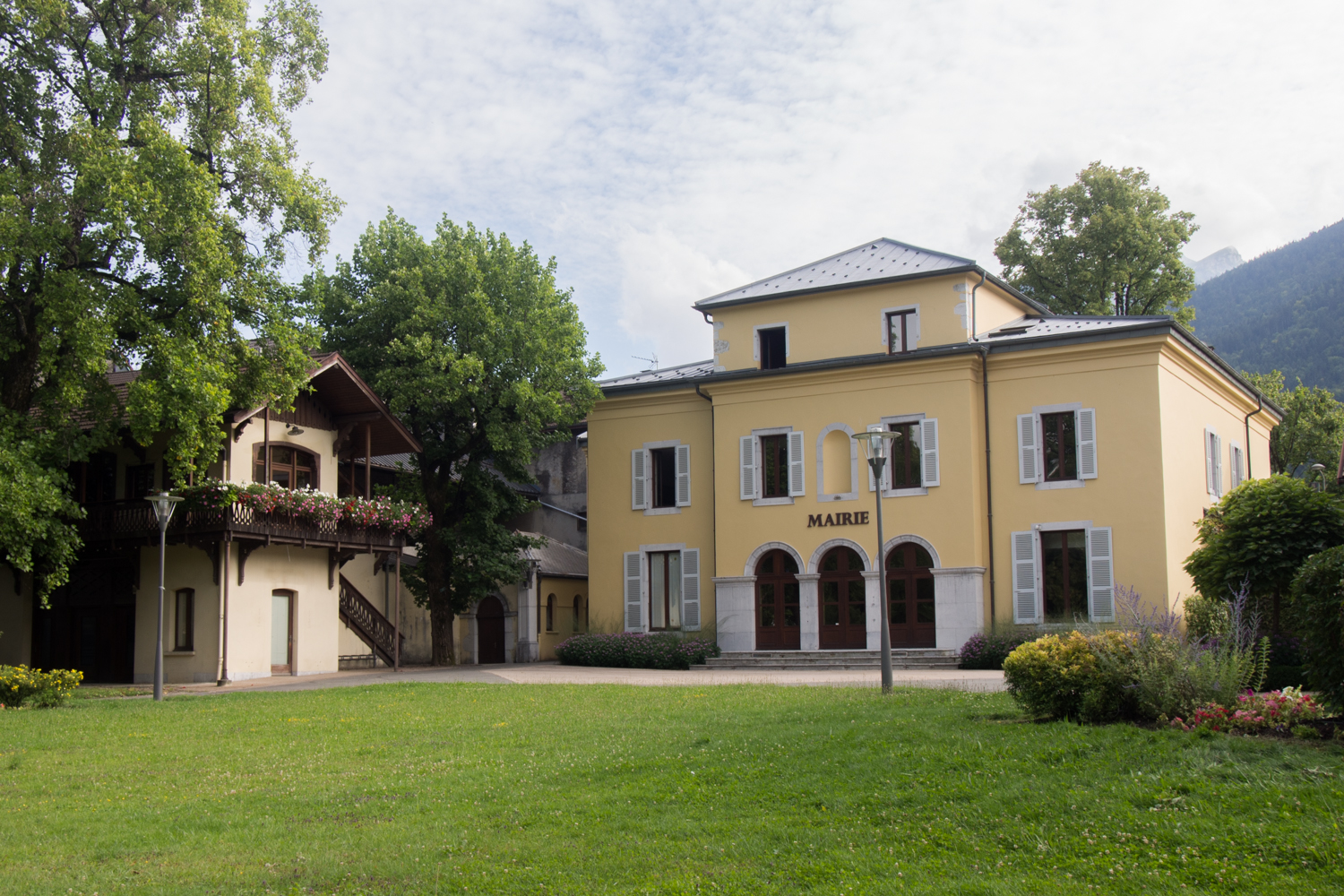
La mairie de Faverges vue du côté du parc Simon Berger.

Le nombre d'habitants au dernier recensement étant compris entre 5 000 et 9 999, le nombre de membres du conseil municipal est de 29.
À la suite des élections municipales de 2014, la répartition des sièges au sein du conseil municipal se fait comme suit :

### Liste des syndics et maires
Pour la liste des différents représentants de la paroisse puis commune de Faverges du temps du duché de Savoie du XVe siècle à nos jours, voir l'article détaillé. Depuis 1947, sept maires se sont succédé :
| Période | Période | Identité                  | Étiquette    | Qualité           |
| ------- | ------- | ------------------------- | ------------ | ----------------- |
| 1947    | 1965    | Marcel Piquand            | SFIO         | industriel        |
| 1965    | 1977    | Simon Berger              | …            | médecin           |
| 1977    | 1989    | Jacques Piquand           | …            | industriel        |
| 1989    | 2001    | Jacques Dalex             | PS           | chef d'entreprise |
| 2001    | 2008    | Pierre Losserand          | RPR puis UMP | comptable         |
| 2008    | 2014    | Jean-Claude Tissot-Rosset | SE           | agriculteur       |
| 2014    | 2020    | Marcel Cattaneo           | SE           | retraité          |

### Instances judiciaires et administratives
Le Dictionnaire du duché de Savoie (1840) indique que la commune dispose peu avant l'Annexion de 1860 « [d'un] juge de mandement, [d'un] bureau d'insinuation, [d'un] bureau et relais de postes, [ainsi que d'une] brigade de carabiniers ». Le bureau d'insinuation est l'administration chargée de la transcription et de la conservation des actes. Pour Faverges, ces actes sont conservés aux Archives départementales de la Haute-Savoie.
Depuis 1860, date de l'Annexion de la Savoie à la France, Faverges est devenu le chef-lieu du canton de Faverges. Il est par ailleurs le centre de la Communauté de communes du pays de Faverges. La ville dispose d'un centre des Impôts et du Trésor public et d'une Poste centrale.
La gendarmerie nationale s'installe à Faverges en 1875. La caserne se situe rue Victor-Hugo, puis rue de la République. En 1962, la caserne déménage à l'angle de la route d'Annecy et de celle de Viuz, sur la RN508 où elle reste jusqu'en 2012. En 2013, une nouvelle caserne est construite route d'Albertville.
La commune de Faverges dépend du tribunal d'instance et du tribunal de grande instance d'Annecy. La cour d'appel pour la circonscription judiciaire se trouve à Chambéry (Cour d'appel de Chambéry). Elle dépend par ailleurs du tribunal pour enfants et du conseil de prud'hommes d'Annecy, ainsi que du tribunal administratif de Grenoble.

### Jumelages
Au 5 août 2014, Faverges est jumelée avec :
- Bühlertal  (Allemagne) depuis 1990.

Le 11 avril 2010, la commune a signé un pacte d'amitié avec Roncobello (Italie)
Puis en décembre de la même année, sous l'impulsion d'Alain Milesi, l'association FARO a vu le jour pour faire vivre ce pacte et faciliter les échanges culturels, sportifs et humains entre ces deux communes.
En 2017, décède Alain Milesi et l'association est alors dirigée par une administration collégiale.
En 2020 les deux communes ne souhaitent plus continuer ce pacte trop formel, mais seulement des échanges amicaux.
L'association FARO participe au carnaval de Faverges-Seythenex en mars, organise en mai, un voyage en Italie. Elle organise un repas dansant chaque année début novembre à Faverges. Chaque mois une ou deux séances de conversations Italiennes permettent aux adhérents de se familiariser avec la langue Italienne.

## Population et société

### Démographie
Les habitants de Faverges sont appelés les Favergiens.

#### Évolution démographique
Au dernier recensement de 2013, la commune comptait 6 968 habitants. Depuis 2004, les recensements des communes de moins de 10 000 habitants font l'objet d'enquêtes tous les cinq ans. Le maximum de la population a été atteint en 2011 avec 6 964 habitants. La densité moyenne de la commune est de 257,4 habitants par km2.
À partir des données du tableau et du graphique, on observe trois temps démographiques. Le premier correspond à celui où la ville appartenait au duché de Savoie jusqu'au lendemain de son annexion à la France en 1860, où la population atteint 3 079 habitants ; l'augmentation croissante de la population depuis le début du XIXe siècle est à mettre en relation avec le développement industriel de la ville autour des soieries ; le nombre d'habitants semble se stabiliser durant les décennies suivantes notamment avec la persistance de ce développement industriel. Toutefois, à partir de 1880, un recul de la population s'observe jusqu'à la veille de la Première Guerre mondiale. Une partie de la population vient grossir l'agglomération annécienne. Il semble qu'ensuite si les communes alentour continuent de perdre de la population, la commune de Faverges voit sa croissance reprendre. Cette reprise démographique trouve peut-être une explication avec l'installation d'une usine de la société suisse Staübli frères en 1909, puis des ateliers de la société de Simon Tissot-Dupont en 1924.
À partir de la Seconde Guerre mondiale l'accroissement se fait plus rapide. La population communale est ainsi passée de 3 020 habitants en 1946 à 6 964 en 2011. La reconstruction et la relance de l'économie amène la nécessité de recourir à une main d'œuvre étrangère. Les différentes entreprises de la région favergienne ne font pas défaut. La commune accueille 460 étrangers dont des Suisses et des Italiens installés dans l'ancien château transformé. Déjà au début du XXe siècle, la commune a accueilli de nombreuses familles en provenance d'Italie.
On observe que pour la décennie 1990, la population favergienne rencontre une légère baisse. Sur la période suivante (1999-2009), si la commune regagne de la population (+352 hab.), elle s'accroît moins vite que sa voisine Doussard (+693 hab.). Faverges reste cependant le pôle urbain majeur du canton en regroupant presque 50 % de la population totale (6 657 habitants sur 14 860 habitants en 2009).
De 1968 à 1975, la commune a un taux de natalité de 18,4 ‰ (taux national : 16,9 ‰), alors que le taux de mortalité s'élève à 8,8 ‰ (taux national : 10,8 ‰). Après 1975, le taux de natalité baisse légèrement à 15,1 ‰ dans les années 1980, puis tombe à 12,8 ‰ pour la période 1999-2006 (France entière : 13 ‰) ; il diminue encore entre 2006 et 2011 pour atteindre 11,2 ‰.
Le solde migratoire, légèrement positif de 1968 à 1990 (+0,6 %), atteint désormais les +1,1 % pour la période 2006-2011.
| 1793  | 1800  | 1806  | 1822  | 1838  | 1848  | 1858  | 1861  | 1866  |
| ----- | ----- | ----- | ----- | ----- | ----- | ----- | ----- | ----- |
| 1 975 | 2 151 | 2 233 | 2 397 | 2 642 | 2 758 | 3 174 | 3 079 | 3 129 |

| 1872  | 1876  | 1881  | 1886  | 1891  | 1896  | 1901  | 1906  | 1911  |
| ----- | ----- | ----- | ----- | ----- | ----- | ----- | ----- | ----- |
| 3 062 | 3 173 | 3 141 | 3 013 | 2 784 | 2 681 | 2 449 | 2 258 | 2 318 |

| 1921  | 1926  | 1931  | 1936  | 1946  | 1954  | 1962  | 1968  | 1975  |
| ----- | ----- | ----- | ----- | ----- | ----- | ----- | ----- | ----- |
| 2 425 | 2 698 | 2 768 | 2 808 | 3 020 | 3 496 | 3 960 | 4 653 | 5 186 |

| 1982  | 1990  | 1999  | 2004  | 2009  | 2013  | - | - | - |
| ----- | ----- | ----- | ----- | ----- | ----- | - | - | - |
| 6 177 | 6 334 | 6 310 | 6 524 | 6 657 | 6 968 | - | - | - |

#### Pyramide des âges
En 2011, la part des 15 à 44 ans était d'environ 35,6 %, soit un taux inférieur à celui du département de la Haute-Savoie qui est de 39,9 %, ainsi que celui observé au niveau national, 38,99 %. Le taux de la population jeune, moins de 29 ans, était quant à lui de 34,6%, soit là encore inférieur à la moyenne départementale (37,1 %) et nationale (37,2 %). Enfin, la part des personnes de 60 ans et plus était de 24,6 %, soit supérieure au taux départemental avec ses 20,2 % et au niveau national (21,8 %).
La répartition de la population de la commune par tranches d'âge est, en 2011, la suivante :
- 48,7 % d’hommes (0 à 14 ans = 19,9 %, 15 à 29 ans = 19,9 %, 30 à 44 ans =  19,9 %, 45 à 59 ans = 20,7 %, plus de 60 ans = 21,6 %) ;
- 51,3 % de femmes (0 à 14 ans = 17,9 %, 15 à 29 ans = 15,2 %, 30 à 44 ans =  18,4 %, 45 à 59 ans = 21 %, plus de 60 ans = 27,5 %).

Voici une présentation graphique dite « pyramide des âges » de la commune de Faverges comparée à celle du département de la Haute-Savoie :
| Hommes | Classe d’âge | Femmes |
| ------ | ------------ | ------ |
| 0,3    | 90 ans ou +  | 0,9    |
| 6,2    | 75 à 89 ans  | 11,4   |
| 15,1   | 60 à 74 ans  | 15,2   |
| 20,7   | 45 à 59 ans  | 21     |
| 21,3   | 30 à 44 ans  | 18,4   |
| 16,4   | 15 à 29 ans  | 15,2   |
| 19,9   | 0 à 14 ans   | 17,9   |

| Hommes | Classe d’âge | Femmes |
| ------ | ------------ | ------ |
| 0,3    | 90 ans ou +  | 0,9    |
| 5,1    | 75 à 89 ans  | 7,8    |
| 12,9   | 60 à 74 ans  | 13,5   |
| 20,3   | 45 à 59 ans  | 20,3   |
| 22,6   | 30 à 44 ans  | 22     |
| 18,6   | 15 à 29 ans  | 16,8   |
| 20,2   | 0 à 14 ans   | 18,7   |

#### Ménages
En 2011, la commune comptait 3 045 ménages. Si l'on compare la situation de Faverges avec le reste de la France en 2010, on observe un comportement quasi identique. Ainsi la part de ménages d'une seule personne est de 32,8 %, soit assez proche de la moyenne nationale (33,7 %). La part des ménages avec famille est quant à elle d'environ 64 %, là encore assez proche de la moyenne nationale.
On observe une légère évolution entre 2006 et 2011, où le nombre de ménages d'une seule personne passe de 913 à 1 011, soit une augmentation de 0,4 point (de 32,8 % à 33,2 %). Par contre, le nombre de ménages avec famille augmente légèrement plus, passant de 688 à 860, soit une augmentation de 3,6 points (de 24,7 % à 28,3 %). La différence tient surtout dans l'évolution du nombre de déclarants dans la catégorie « autres ménages sans famille » qui passe de 425 à 72 entre 2006 et 2011. Le ménage moyen en 2009 pour la commune se compose de 2,3 personnes, ce qui reste assez faible. Ce chiffre est identique à celui observé pour la communauté de communes, d'ailleurs passé de 3,3 en 1968 à 2,3 en 2009. Cette tendance suit celle des échelons supérieurs (départemental et national).
| Ménages de :                 | 1 personne | 2 pers. | 3 pers. | 4 pers. | 5 pers. | 6 pers. ou + |
| ---------------------------- | ---------- | ------- | ------- | ------- | ------- | ------------ |
| Faverges                     | 32,8 %     | 34,5 %  | 14,4 %  | 11,6 %  | 4,8 %   | 1,7 %        |
| France métropolitaine (2010) | 33,7 %     | 33,0 %  | 14,6 %  | 12,3 %  | 4,6 %   | 1,7 %        |
| Sources des données:'.       |            |         |         |         |         |              |

### Enseignement
La commune de Faverges est située dans l'académie de Grenoble. En 2013, Faverges compte sept établissements scolaires.

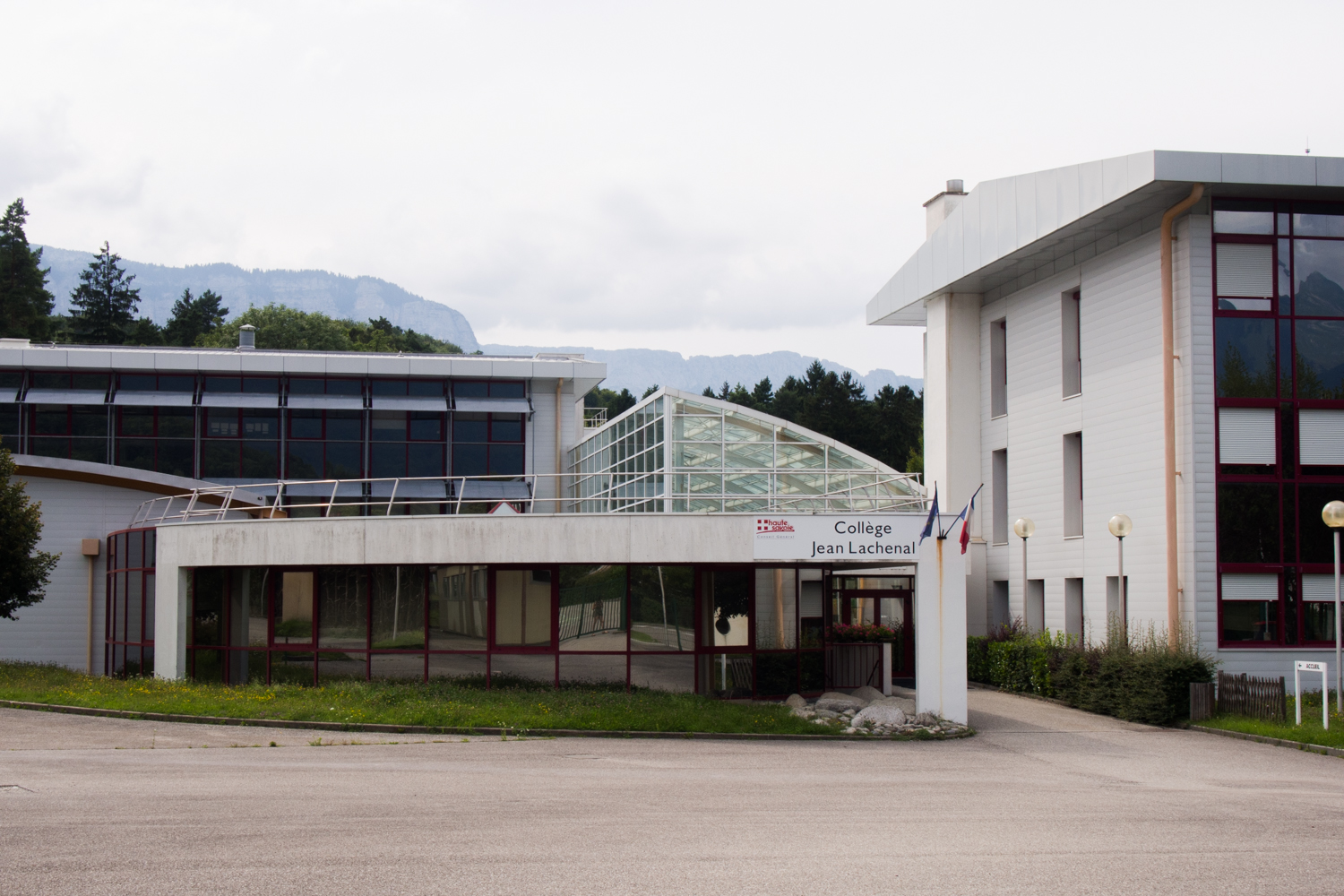
Le collège Jean-Lachenal de Faverges.

La commune accueille cinq établissements de l'enseignement primaire appartenant à la circonscription du 1er degré d'Annecy Sud,. Au chef-lieu, se trouvent une école maternelle et une école élémentaire (du CP au CM2) dénommées René-Cassin. Le hameau de Viuz accueille une école primaire. Par ailleurs, les hameaux de Frontenex et de Vesonne possèdent chacun une école élémentaire.
La suite du parcours scolaire s'effectue, en 2013, toujours à Faverges, au collège public du canton, le collège Jean-Lachenal,. Créé en 1966, il porte le nom de l'un de ses premiers directeurs (1967 à 1979), qui fut également maire adjoint de 1959 à 1989.
Les futurs lycéens poursuivent leurs études selon leurs options, dans l'un des lycées d'Annecy (lycée Gabriel-Fauré ou lycée professionnel Germain-Sommeiller, parfois le lycée Berthollet ou le lycée privé Saint-Michel ou plus rarement les lycées professionnels des Carillons ou encore à Cran-Gevrier au lycée d'enseignement général Charles-Baudelaire ; Faverges dispose cependant d'un lycée professionnel privé appelé La Fontaine. Celui-ci prépare différents C.A.P. (esthétique-cosmétique, coiffure, dessinateur en communication graphique) ; B.P. (esthétique en alternance) ainsi que B.E.P. (bio-services, carrières sanitaires et sociales, vente action marchande) ou encore bac pro (artisanat et métier d’arts option communication graphique, commerce, vente).
Certains élèves optent toutefois pour l'un des établissements des villes du département savoyard voisin (lycée polyvalent René-Perrin d'Ugine ou lycée général et technologique privé Jeanne-d'Arc d'Albertville).
Enfin, pour conclure sur l'offre éducative communale, Faverges accueille l'institut médico-éducatif/SESSAD Guy-Yver.

### Santé

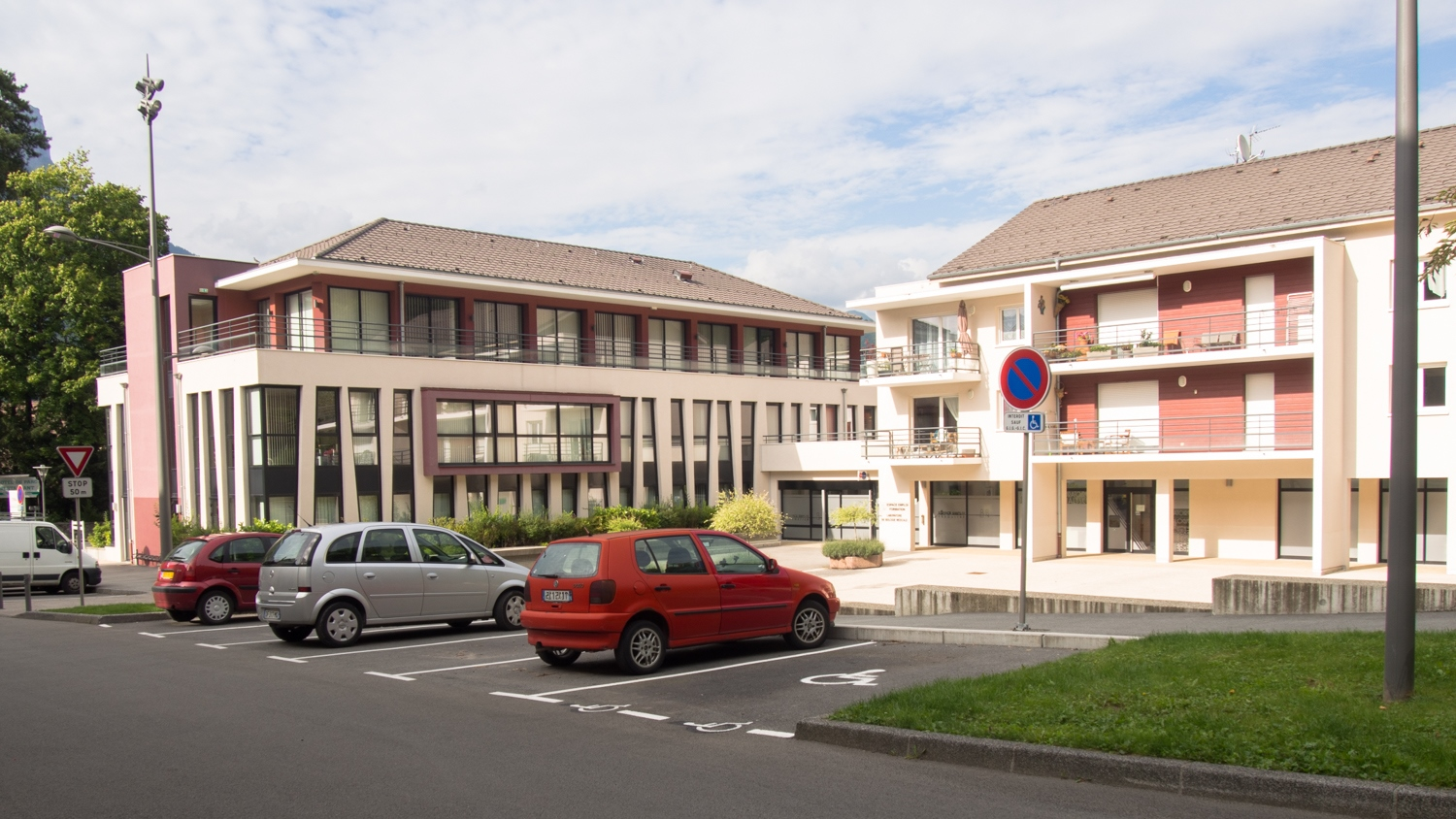
Laboratoire d'analyses médicales.

En 2008, il y avait sept médecins généralistes installés sur la commune ; en 2012, ils ne sont plus que six. La desserte médicale est estimée en septembre 2012 à un médecin généraliste pour 1 759 hab., pour le bassin de Faverges qui comprend la ville ainsi que six communes voisines (Doussard, Chevaline et Lathuile appartiennent à un bassin distinct). Un spécialiste en ophtalmologie est également présent. D'autres services liés à la santé sont aussi implantés, des dentistes, des infirmiers, un laboratoire d'analyse, des kinésithérapeutes, ainsi que des pharmacies.
La ville possède également une maison de retraite.
La commune de Faverges, comme l'ensemble des communes du canton, est rattachée au service d'urgences du centre hospitalier Annecy Genevois. Anciennement placé du côté des Marquisats à Annecy, sur la RD 1508, ce dernier a déménagé en 2008 du côté de Metz-Tessy, obligeant la traversée de l'agglomération. Du côté d'Albertville, dans le département voisin, on peut également avoir accès au service du centre hospitalier intercommunal Albertville-Moûtiers.

### Médias
La commune édite un journal municipal, Faverges avance (no 1 - mai 2014), distribué à tous les Favergiens. Il est également possible de le consulter sur le site de la ville.

#### Radios et télévisions
La ville est couverte par des antennes locales de radios dont France Bleu Pays de Savoie, ODS radio, Radio Semnoz… Enfin, la chaîne de télévision locale 8 Mont-Blanc diffuse des émissions sur les pays de Savoie. Régulièrement l'émission La Place du village expose la vie locale du bassin annécien. France 3 et sa station régionale France 3 Alpes, peuvent parfois relater les faits de vie de la commune.

#### Presse et magazines
La presse écrite locale est représentée par des titres comme Le Dauphiné libéré, L'Essor savoyard, Le Messager - édition Genevois, le Courrier savoyard.

### Manifestations culturelles et festivités
Pour une liste exhaustive de l'agenda des manifestations culturelles et des festivités de la ville de Faverges, on peut consulter la page Agenda du site de la mairie. Parmi les principales animations annuelles de la commune, on peut retenir :
Le « Rallye régional du Pays de Faverges » est organisé généralement un week-end du mois d'avril, organisé par L'Écurie de la Motte (L'édition 2015 est la 31e).
La « Biennale du livre savoyard » : la Société d'Histoire et d'Archéologie les « Amis de Viuz Faverges » organise une rencontre depuis 1986, dont l'édition de 2012 célébrait les 25 ans de l'événement. Cette biennale est l'occasion de réunir une cinquantaine d'exposants dont une quarantaine d'auteurs, une douzaine d'éditeurs, et autant d'associations spécialisés dans la culture savoyarde.
D'autres événements sont régulièrement organisés :
- en avril : le « Printemps des chèvres », manifestation agricole bi-annuelle autour du thème de la chèvre (concours de chèvres et de fromages, dégustation-vente, marché de producteurs locaux, etc.)[141] et « Troc'collections », bourse organisée par le Cercle philatélique et cartophile favergien ;
- mi-juin, l'ex « Maratrail » devenu le « Trail Faverges Icebreaker ». Deux trails : Le Maratrail de la Sambuy (48 km avec 2 900 m de dénivelé positif) et Le Trail des Sources du Lac (29 km avec 1 500 m de dénivelé positif). Les deux parcours traversent le site Natura 2000 des Hautes-Bauges[142] ;
- en juin : le festival des sources sonores, la sélection du concours Luigi Russolo ;
- en juin la grande journée familiale de l'association des musulmans de Faverges, couscous géant, plats et gastronomie orientale, jeux pour enfants et diverses activités
- en octobre, le festival interculturel ;
- en novembre, le « Salon d'automne de la carte postale », bourse organisée par le Cercle philatélique et cartophile favergien.

### Sports

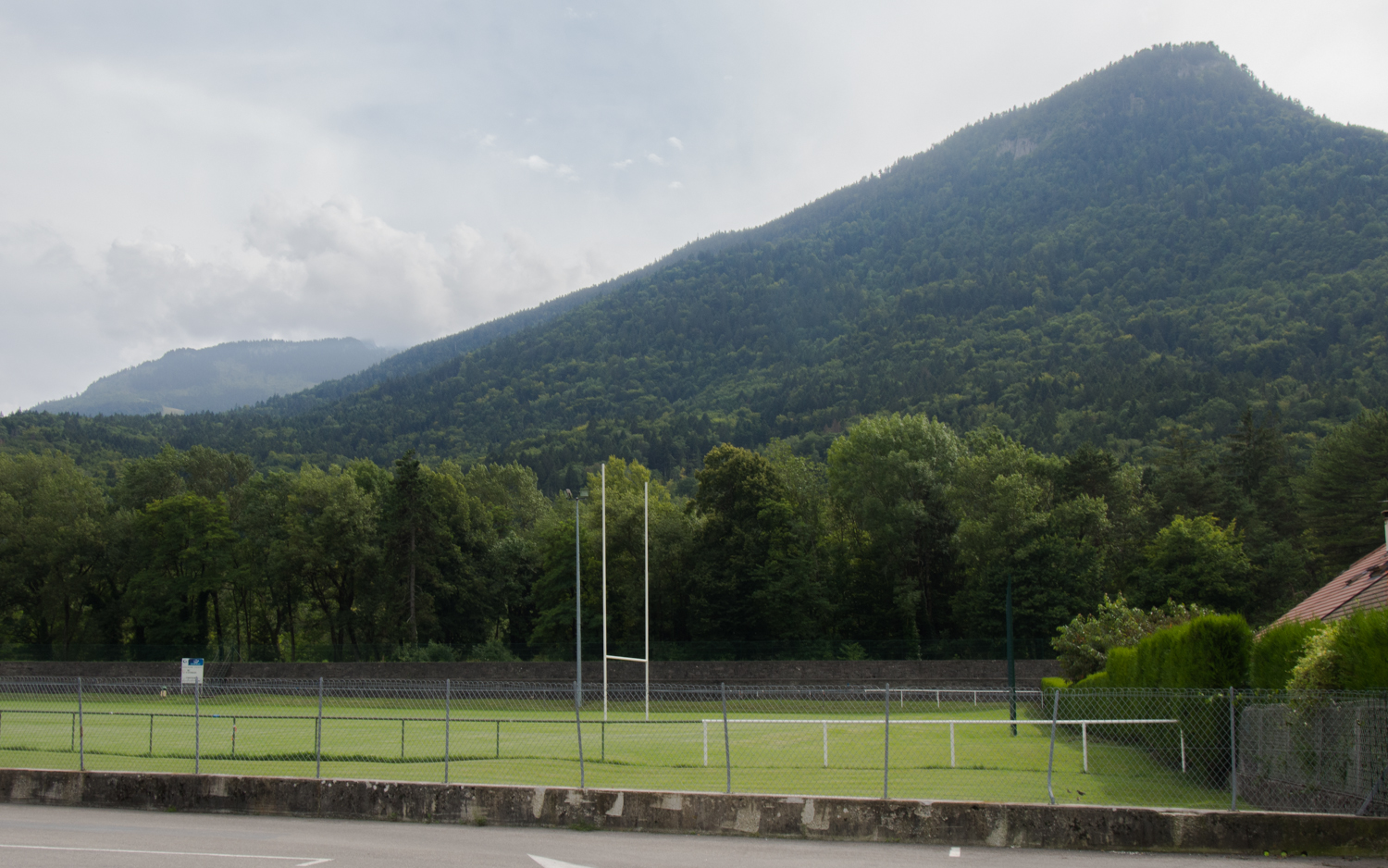
Stade de Madrid (La Failleuche).

La commune dispose de nombreuses infrastructures dédiées aux sports et aux loisirs dont :
- salle omnisports, gymnase du collège, gymnase Nicolas-Blanc, salle polyvalente, dojo ;
- stade Jean-Carquex, stade Baroni, stade de Madrid ;
- boulodrome, tennis club ;
- rocher d'escalade ;
- piste cyclable : reliant Annecy à Albertville, située sur une ancienne ligne de chemin de fer ;
- centre de loisirs.

Faverges accueille par ailleurs de nombreuses associations dans les différentes disciplines sportives :
- athlétisme : Espérance favergienne ;
- badminton : Badminton Club de Faverges BCF74 ;
- basket Ball : C.S.F. Basket Ball ;
- cyclotourisme : Cyclos de Faverges (créée en 1974) : cyclotourisme et VTT ;
- football : Foot Sud 74 (créé en 1922, 2005)[Note 9] ;
- sports divers (notamment football) : Association sportive et culturelle des Portugais de Faverges. Apparue en 1975, déclarée en 1977[144] ;
- gymnastique, danse : Accro2gym ;
- rugby : Rugby Club de Faverges ;
- sport automobile (rallye automobile) : Écurie de la Motte, organisatrice du rallye de Faverges ;
- tennis : Tennis club de Faverges (TCF).

À proximité de Faverges, au sein de la communauté de communes, on trouve le stade de neige de Montmin, ainsi qu'un stade de ski de fond et d'un autre stade de neige à Seythenex.
La ville a été traversée par le Tour de France, notamment lors de la 8e étape du Tour de France 2007, en direction du col de Tamié, ou de la 19e étape du Tour de France 2013, en provenance du col de Tamié et en direction du col de l'Épine.

### Cultes
La commune de Faverges est le siège de la paroisse Saint-Joseph en pays de Faverges qui regroupe l'ensemble des communes du canton de Faverges, qui fait partie du doyenné de la Tournette, rattaché au diocèse d'Annecy.
Les Favergiens disposent de deux lieux de cultes catholiques : l'église Saint-Pierre au chef-lieu et l'église Saint-Jean-Baptiste de Viuz.
Il existe l'Association cultuelle et culturelle des musulmans de Faverges, qui dispose depuis septembre 2014 de locaux entièrement refait à neuf, dont l'aménagement d'un espace rencontre cafétéria. L'inauguration a eu lieu le 15 mars 2015.

## Économie

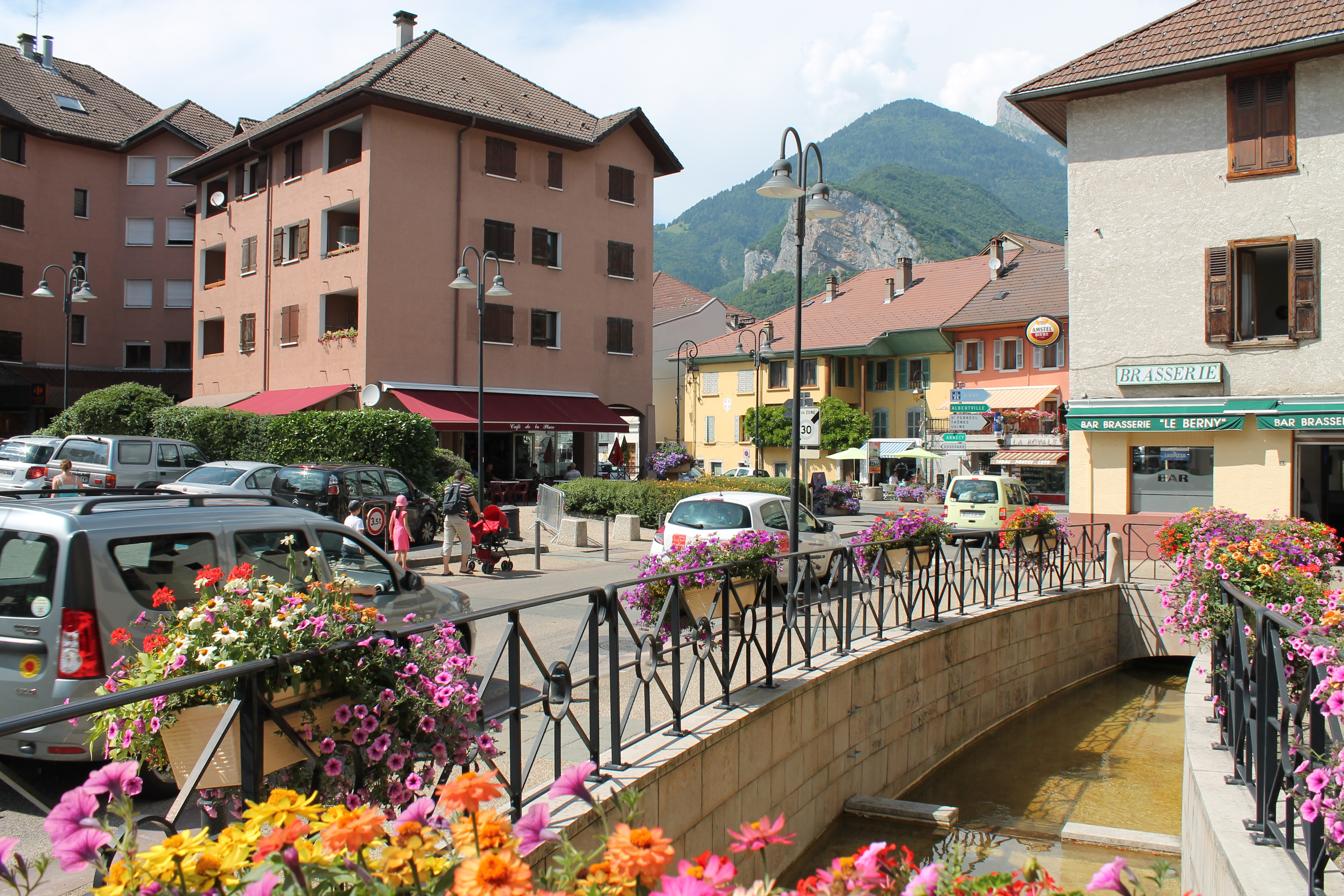
Rues de Faverges (place et rue Carnot, rue Simon-Tissot-Dupont).

### Revenus de la population et fiscalité
En 2011, le revenu fiscal médian par ménage était de 27 901 €, ce qui plaçait Faverges au 19 758e rang parmi les 31 886 communes de plus de 49 ménages en métropole.
En 2009, 45,7 % des foyers fiscaux n'étaient pas imposables.

### Emploi
En 2011, la population âgée de 15 à 64 ans s'élevait à 4 374 personnes, parmi lesquelles on comptait 72,2 % d'actifs dont 65,1 % ayant un emploi et 7,1 % de chômeurs. Faverges étant principalement une ville industrielle, parmi les actifs ayant un emploi, les ouvriers sont la catégorie professionnelle la plus représentée, avec 33,8 % du total. Viennent ensuite les employés, 30,1 %, en lien avec les fonctions de commandement dans un petit bourg, les professions intermédiaires (22,7 %), les cadres et professions intellectuelles (6,6 %), les commerçants, artisans et chefs d'entreprise (5,8) %, et enfin les agriculteurs qui ne sont plus que neuf sur le territoire et ne représentent que 0,2 %.
Les emplois de la ville de Faverges représentent, en 2009, 70,3 % des emplois de la communauté de communes. L'indice de concentration d’emploi de la commune est, pour la même période, de 122,7 emplois pour 100 actifs. Faverges compte une proportion significative d'actifs travaillant et résidant dans cette même commune, bien que ce taux tende légèrement à baisser. Il est ainsi passé de 1 461 salariés (soit 59,4 % des actifs) en 1999 à 1 387 salariés (soit 48,3 %) en 2011,. En 2011, ils sont environ 51,7 % à travailler dans le canton ou dans un autre bassin d'emploi (Annecy, Ugine, Albertville). 0,6 % d'entre eux travaillent hors de France (bassin d'emploi genevois par exemple).
Le taux de chômage de la commune (tel que défini par l'Insee dans ses enquêtes de recensement) s'élevait à 9,9 % en 2011, un chiffre nettement au-dessus de la moyenne départementale, 6,7 %, mais encore en dessous de la moyenne nationale, 11,7 %. Le taux de chômage a baissé depuis 1999, puisqu'il s'élevait alors à 12,7 % (département : 7 % ; France entière : 13,5 %).

### Activités économiques

#### Artisanat et industrie

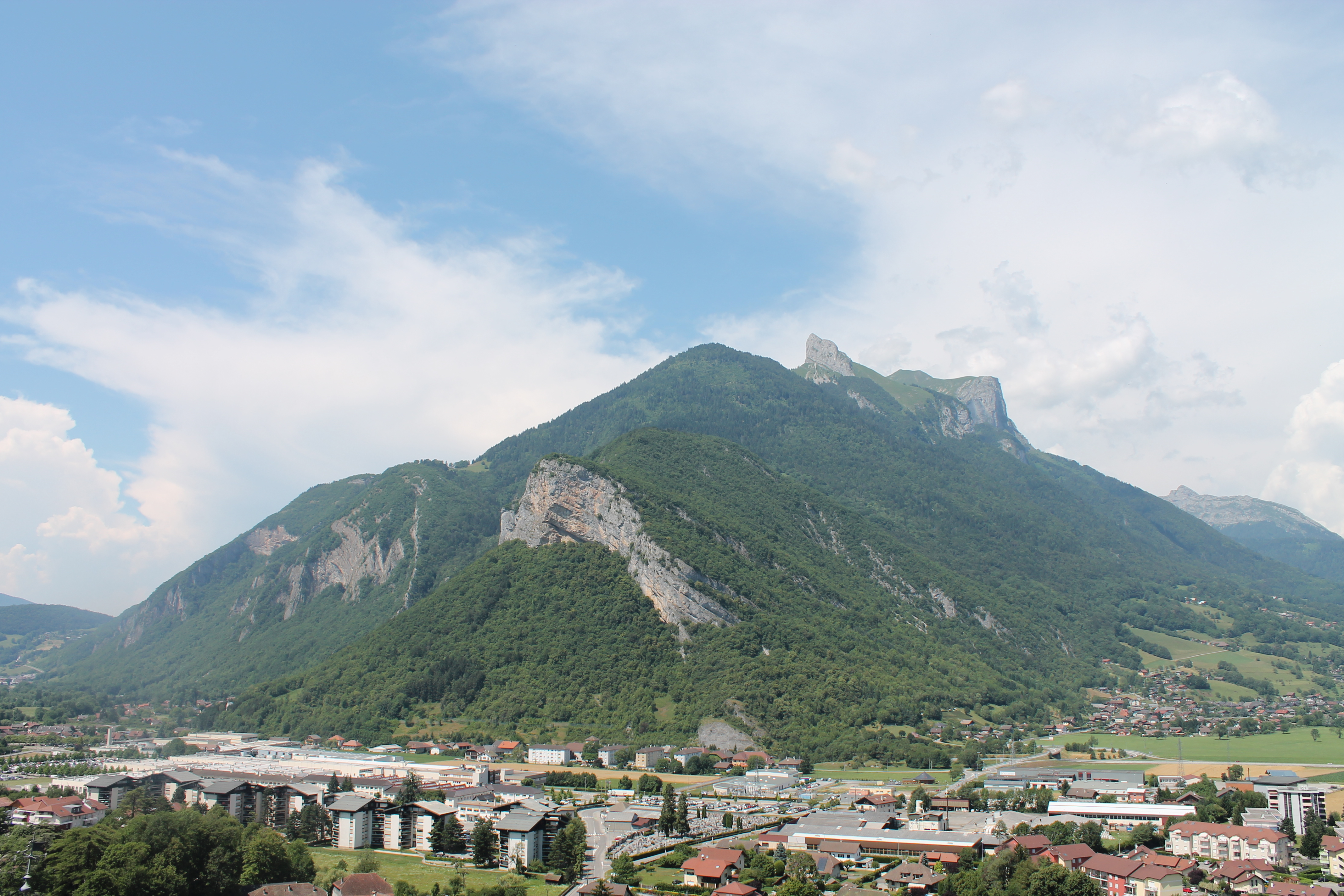
Au premier plan la zone industrielle de Viuz. Au second, le rocher de Viuz, dans l'axe le sommet l'Arpettaz, enfin en arrière-plan, la pointe de Chauriande (à gauche, 1803 m) et l'Arclozan (à droite). Entre les deux se trouve le crêt des mouches (2033 m).

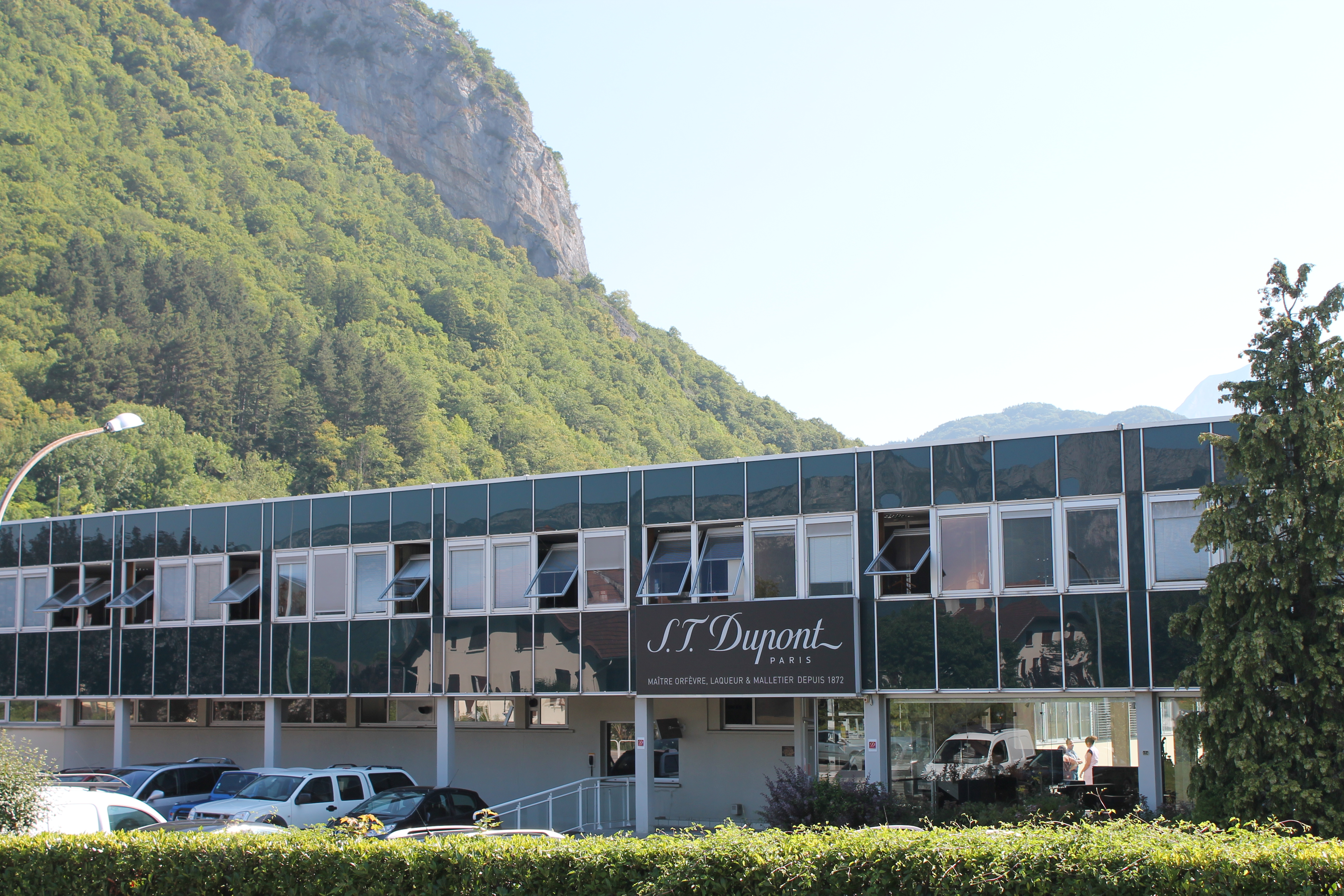
Usine S.T. Dupont, à Viuz.

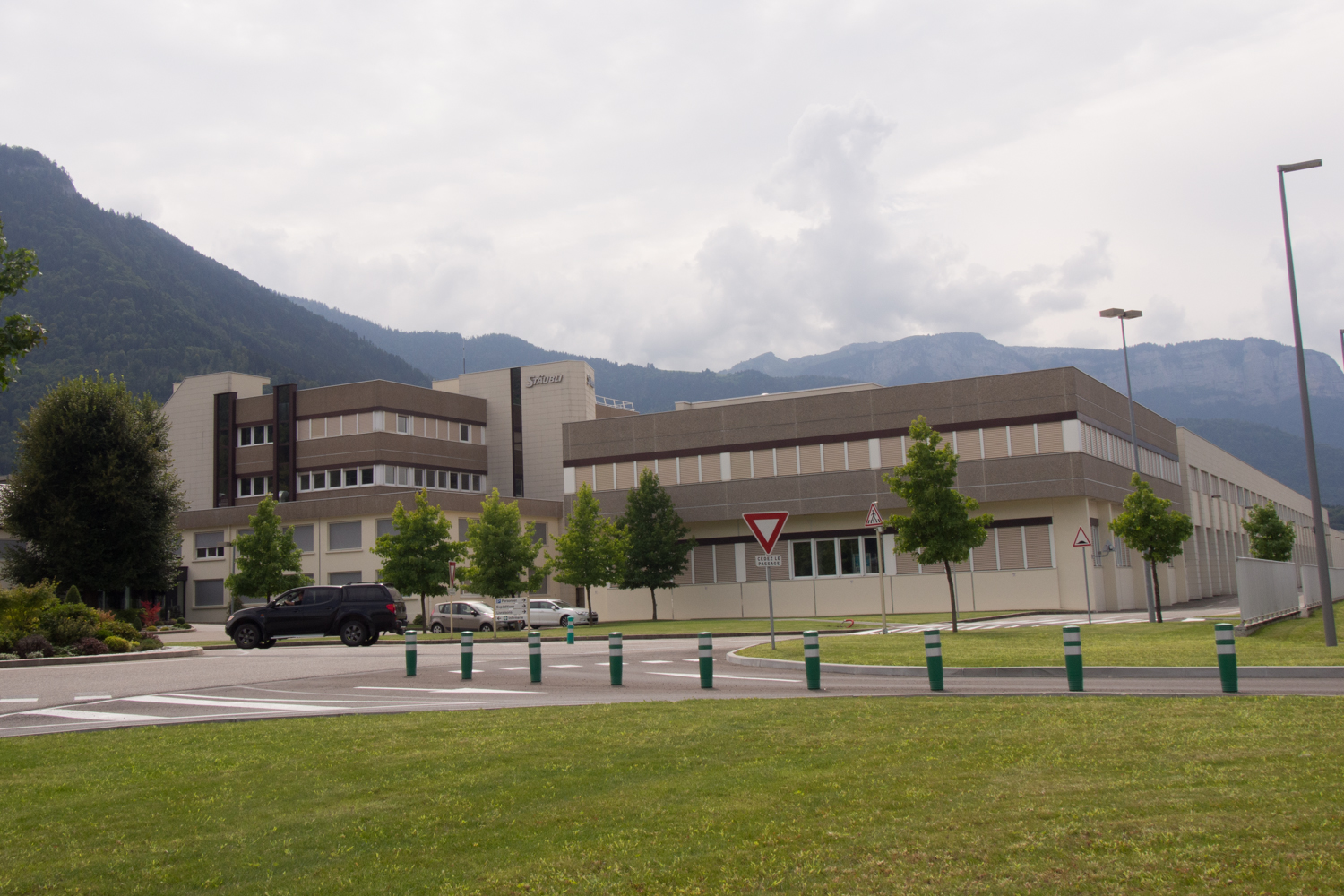
Site de Stäubli à Faverges.

Faverges est une ville située en position de carrefour pour les petites vallées environnantes, polarisant plus ou moins le territoire de son canton, mais située sur un axe secondaire important entre Annecy et les villes d'Ugine et Albertville, situées dans le département savoyard voisin. Au cours du XIXe siècle, cette position a favorisé le développement de foires qui se déroulaient les 15 et 29 mai, 3 et 17 juin, 30 septembre et 16 octobre. Aujourd'hui, la ville accueille un marché le mercredi matin.
Toutefois, le dynamisme de cette petite ville est, comme son toponyme l'indique, lié à l'activité industrielle. Si du XIIe siècle au début du XIXe siècle, celle-ci reposait sur les forges, les artisans et les petites manufactures en lien avec le monde agricole environnant, elle permit ensuite le développement des soieries (manufacture Stunzï, soierie), l'installation de l'entreprise suisse Stäubli (robotique, raccords industriels, machines-outils) ou de l'unité de production de la marque de luxe S.T. Dupont, dont le fondateur est originaire d'un village voisin. Dans les années 1950, d'autres entreprises viennent s'installer sur la commune, c'est le cas des entreprises Saphir (cirage), de la menuiserie industrielle Piquand, ou encore de Bourgeois (spécialiste des cuisinières et des fours industriels). Cette dernière, créée en 1946, ferme définitivement les portes après une liquidation ordonnée en 2018.
La commune dispose des deux zones artisanales de Coudray et de Viuz, ainsi que d'une zone commerciale à la sortie de Faverges en direction d'Annecy. En 2009, la communauté de communes a établi sur la commune une pépinière d'entreprises, « La Clé du Pays de Faverges ».
D’autres activités sont à mentionner telles que :
- la construction : Cemex, multinationale mexicaine de matériaux de construction y possède une unité de béton prêt à l'emploi ;
- la filière bois : Suscillon (fabrication de portes) ;
- des commerces généralistes : Carrefour Market, Carrefour Express, Intermarché, Leader Price ;
- des commerces spécialisés : Twinner (sports).

#### Commerces, artisanat, services
La ville de Faverges dispose de nombreux commerces dans le centre-ville ou dans sa zone commerciale : boulangeries, boucheries-charcuteries-traiteurs, épiceries, poissonnier, cafés/restaurants, hôtels, salons de coiffure, librairies-papeteries, etc.
Des commerçants favergiens ont formé une union : « Oser-Faverges ».

#### Activités agricoles
Bien que la commune soit principalement tournée vers l'industrie et les services, le territoire communal, malgré ses neuf actifs dans le domaine de l'agriculture (0,2 %), possède 22 exploitations agricoles en 2010 qui ne représentent pas moins de 26 % de la surface agricole utile de la communauté de communes. La production est principalement laitière et entre dans la zone AOC du reblochon, de l'abondance, et de la tome des Bauges.
On retrouve certains de ces produits :
- lors du marché traditionnel (mercredi matin)[M 23] ;
- lors du marché des producteurs locaux (vendredi soir)[M 23]. Présence de productions valorisées AOC comme les fromages (abondance, le reblochon, le chevrotin ou encore la tome des Bauges) ainsi que des produits ayant obtenu le sigle IGP (tomme de Savoie, emmental de Savoie, fruits de Savoie comme les pommes ou les poires). Le marché d'artisans d'art[M 23] s’y est associé ;
- à la coopérative fruitière du Val d'Arly (fruitière) ;
- à la ronde du Bio, magasin de produits biologiques.

#### Tourisme

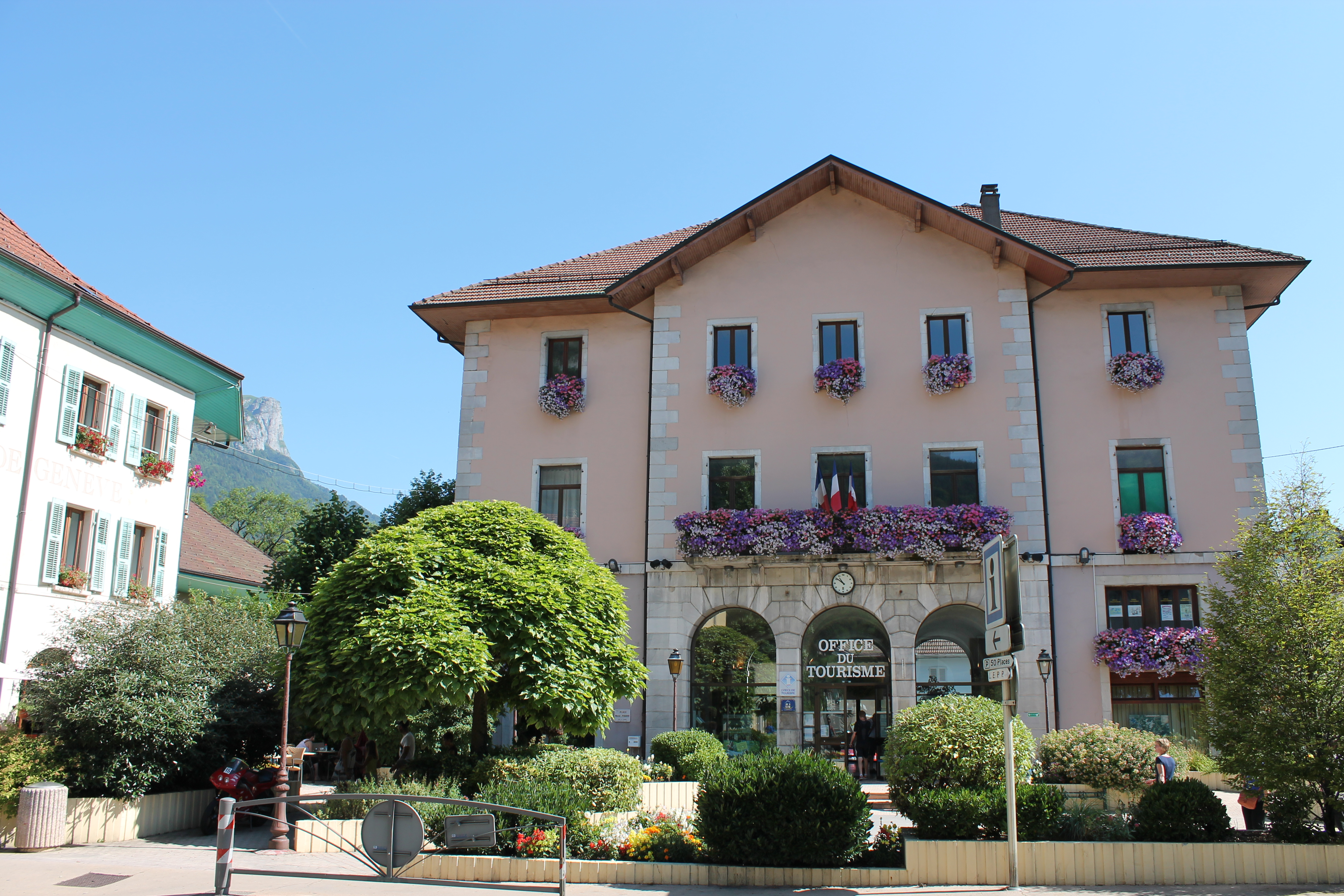
Ancienne mairie de Faverges, office du tourisme.

Le pays de Faverges et donc la ville sont tournés vers le tourisme avec la présence du lac d'Annecy du côté de Doussard, les stations de ski de La Sambuy-Seythenex, du Val de Tamié et de Montmin, ainsi que l'exploitation du patrimoine local (musée, château, etc.). La promotion touristique de la ville se fait par l'intermédiaire de l'office du tourisme de la communauté de communes, « Sources du lac d’Annecy - Pays de Faverges ». L'office de tourisme cantonal, mis en place dans les années 1980, est installé dans l'ancienne mairie de la ville.
Le territoire permet une offre touristique variée avec une cinquantaine d’établissements sur l'ensemble du territoire, soit environ 12 300 lits touristiques (dont 50 % en campings - hôtellerie de plein air). La capacité de la commune est estimée à 1 158 lits en 2013 (1 289 lits en 1995). L'offre d'hébergements de la commune se répartit en chambres d'hôtes et (ou) gîtes d'étape et (ou) Gîtes de France, dont des yourtes, offrant une capacité de 62 lits, en locations de vacances ou en résidence locative,. Elle possède également deux hôtels, l'hôtel de Genève, installé dans un ancien relais de poste et l'hôtel du Parc, ancienne demeure de l'industriel et baron Nicolas Blanc, offrant 42 chambres,. Le territoire de la commune n'accueille cependant pas de camping. Le château de Faverges, acheté par la commune en 1980, a fonctionné comme centre de vacances associatif avec une offre de restauration et d'hébergement de 400 lits. Cette large offre touristique de la ville est à mettre en lien avec le développement de la station de Seythenex dans les années 1980, faisant l'objet d'un contrat station-vallée Pays de Faverges.

## Culture locale et patrimoine

### Lieux et monuments

#### Monuments

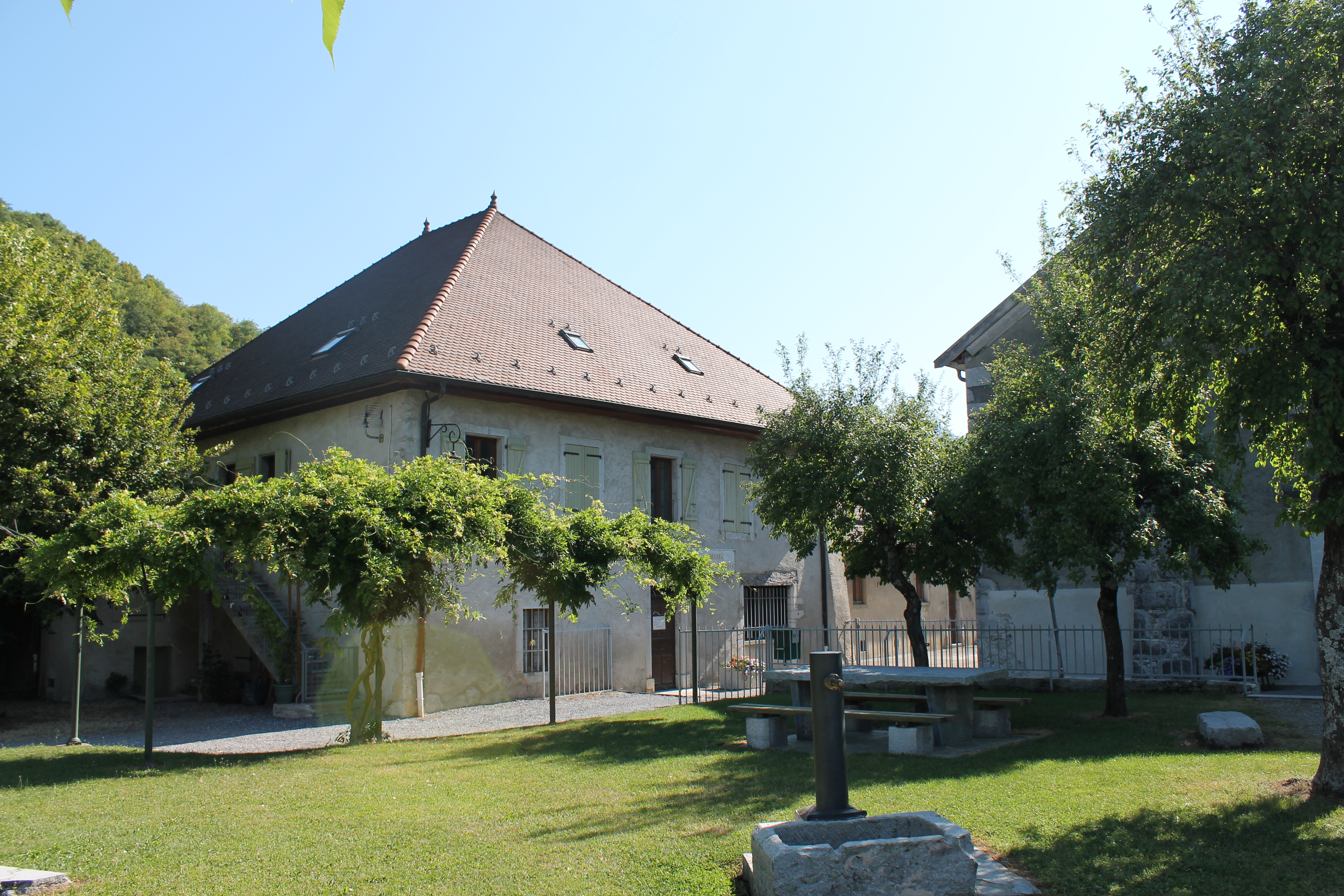
Musée archéologique de Viuz-Faverges.

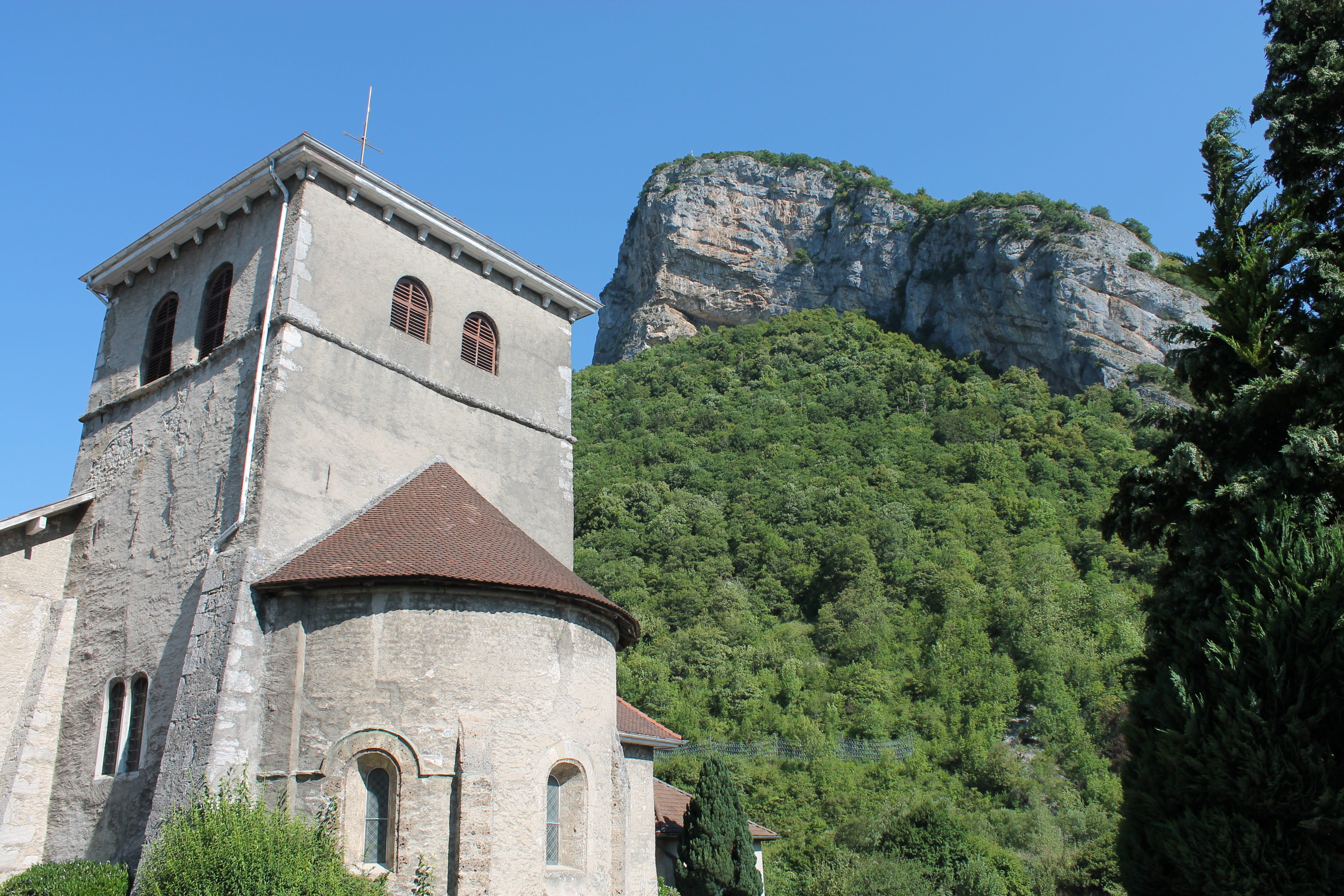
Église Saint-Jean-Baptiste de Viuz.

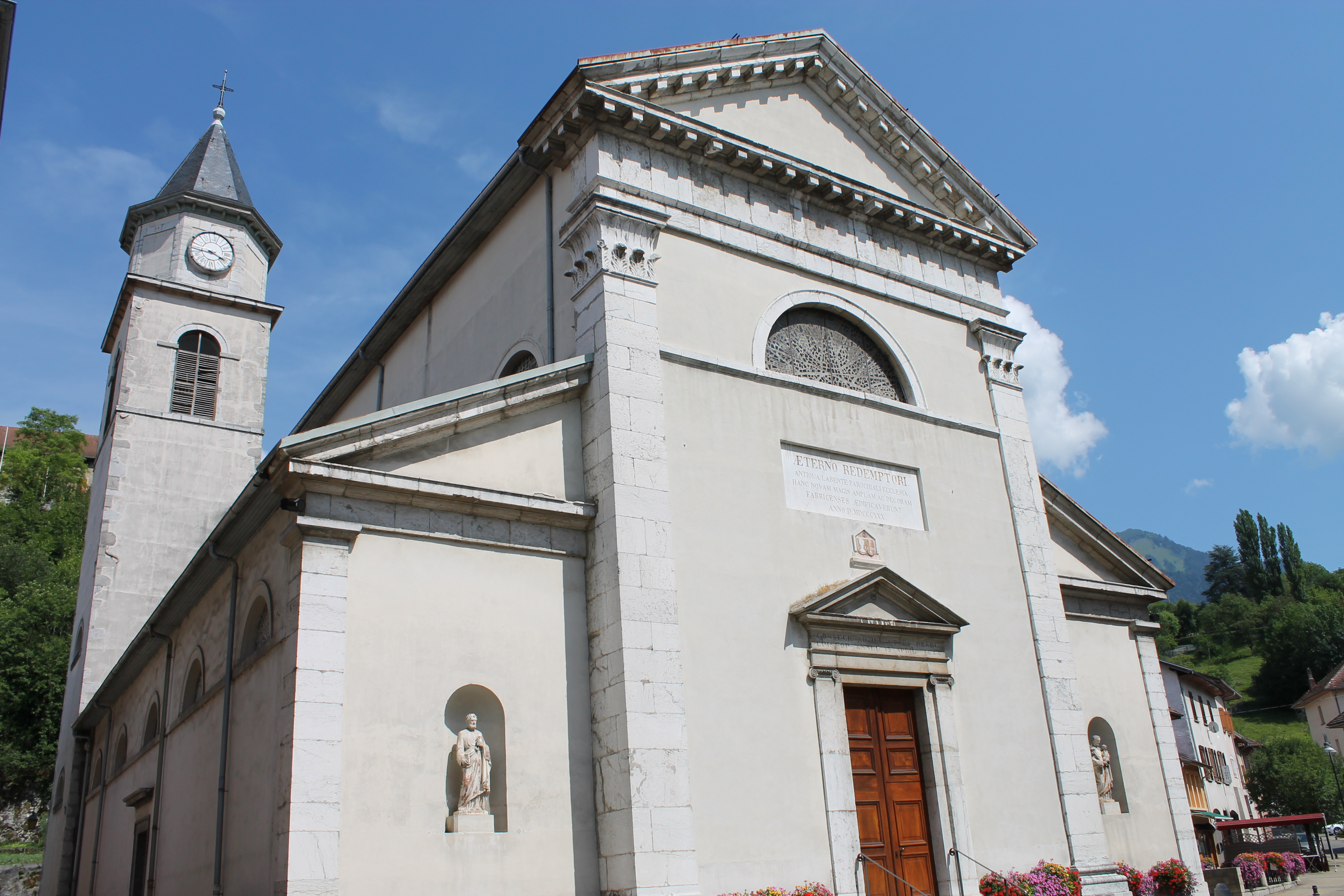
Église Saint-Pierre.

La commune compte trois monuments répertoriés à l'inventaire des monuments historiques et un lieu répertorié à l'inventaire général du patrimoine culturel. Par ailleurs, elle compte quatre objets répertoriés à l'inventaire des monuments historiques et aucun répertorié à l'inventaire général du patrimoine culturel.
Le site de Faverges et de ses environs est occupé par l’Homme depuis le néolithique. Toutefois, c'est son passé antique qui est mis en avant dans le musée archéologique de Viuz-Faverges. Installé dans le village de Viuz, au-dessus de l'ancien vicus de Casuaria, il est géré par la Société d'Histoire et d'Archéologie, les Amis de Viuz-Faverges (fondée en 1972) et offre une collection s'étalant sur 2 500 ans d'histoire. Il conserve également les reliques de saint Ruph (voir section « personnalités »). Le musée gère parallèlement la visite de l'église romane, dédiée à saint Jean-Baptiste, inscrite en 1926 par les Monuments historiques, voisine du musée, et sa crypte, ainsi que la tour-donjon, inscrit en 1992 au Monument historique, récemment restaurée, du château de Faverges.
Du vicus de Casuaria, apparu au Ier siècle, sur l'ancienne voie romaine secondaire, reliant Turin à Genève, les fouilles archéologiques ont permis de mettre au jour les éléments de l'espace urbain du côté de Viuz, à proximité du musée, ainsi que des thermes antiques, inscrits en 1992 auprès des Monuments historiques, du côté du lieu-dit le Thovey, installés vers 50 apr. J.-C., tandis que le péristyle d'un sanctuaire semble avoir été aménagé vers l'an 200. Certains éléments architecturaux ou objets trouvés sur l'ancien emplacement de ce vicus de 25 hectares peuvent être observés dans le jardin du musée ou dans l'une des trois salles consacrées.
Vers le XIe siècle, le vicus semble abandonné pour se regrouper sous la colline plus au sud-ouest où s'installe le château de Faverges et sa tour-donjon. La première construction du château date du XIe siècle, mais il fut remanié vers 1250. Il permettait de contrôler le passage entre le comté de Savoie et le comté de Genève dont la frontière était toute proche, à Giez. De 2006 à 2008, la tour a subi une réfection complète des murs, l'installation d'un nouvel escalier intérieur et la construction d'un hourd, galerie panoramique en bois permettant une vue à 360°. Sous le hourd, les nids naturels de faucons crécerelles ont été préservés et des nichoirs pour martinets noirs ont été placés. Les courtines (1321) sont elles aussi inscrites ; enfin, la cour et le sous-sol sont classés MH.
Au XIIe siècle est édifiée l'église de Viuz, de style roman, placée sous le patronage de Jean le Baptiste. Elle possède toutefois une crypte dans laquelle on peut observer les traces d'un bâtiment romain estimé entre les Ier – IVe siècles, ainsi que celles d'églises primitives des VIe siècle, VIIIe et Xe siècles.
L'église Saint-Pierre, située en dessous du château, est un édifice plus récent, construit dans un style néo-classique, qualifié de « sarde »  selon les plans de l'architecte Ruphy en 1830. L'ensemble a été restauré en 2012.

#### Patrimoine pré-industriel et industriel
Le patrimoine pré-industriel et industriel est le patrimoine bâti favergien ayant une certaine valeur historique, permettant ainsi de retracer l'évolution industrielle de la ville (anciens moulins, anciennes forge, etc.). Il s'agit aujourd'hui pour la plupart d'édifices en friche ou ayant fait l'objet d'un réaménagement en logements. Certains de ces sites — 17 édifices — ont cependant fait l'objet d'un inventaire par la Direction de la Culture de la région Rhône-Alpes dans sa série « Les dossiers de l'inventaire » (études sur le patrimoine). Parmi ce patrimoine bâti, on peut retenir :
- l'ancien moulin de la Curiale (XVIIe siècle), dénommé par la suite Sainte-Catherine (XIXe siècle), est devenu l'usine d'éclairage électrique de la ville à partir de 1896. Il utilisait la force motrice du torrent de Saint-Ruph. Le site, démoli en 1924, accueille ensuite le boulodrome de la ville[176] ;
- l'ancien moulin du Haut-Bourg, sur la droite en sortant du centre-ville, en direction du col de Tamié, dit « moulin Sainte-Catherine » car il appartenait aux religieuses de Sainte-Catherine d'Annecy. Il fonctionne à l'aide d'une dérivation du Saint-Ruph par un canal. Au XIXe siècle, il est racheté et transformé en usine textile par la société Duport et Blanc avant d'évoluer en Société Lyonnaise Gourd-Croizat-Dubost et Cie. Au début du XXe siècle, le site est acheté par la société suisse Staübli Frères et Cie qui la transforme en usine de construction mécanique mais qui devient rapidement trop petite. Le site évolue et se transforme au gré des différentes activités jusqu'à devenir récemment un lieu d'habitation[177] ;
- le château de Faverges est racheté au XIXe siècle par la famille Duport qui le transforme en manufacture de coton puis évolue par la suite en usine de soieries. En 1902, le site est vendu à la société Stünzi qui travaille également dans les soieries. En 1980, la ville rachète le château pour le transformer en centre de vacances à vocation sociale[46] ;
- la glacière, sur la route du Thovey, en contrebas du château, est un ancien espace de conservation de la glace ; cette glacière, réalisée en pierre de taille, utilisée au XIXe siècle, fut peut-être édifiée au XVIIIe siècle. Une opération de rénovation a été réalisée en 2012[178],[179] ;
- la forge Arétan (ou Arestan), située sur le village de Vesonne, est un ancien moulin utilisant la force du torrent de Montmin. Il est acheté par la famille Arestan en 1795. Toujours en activité, elle appartient toujours à la famille Arétan[180].

### Espaces verts

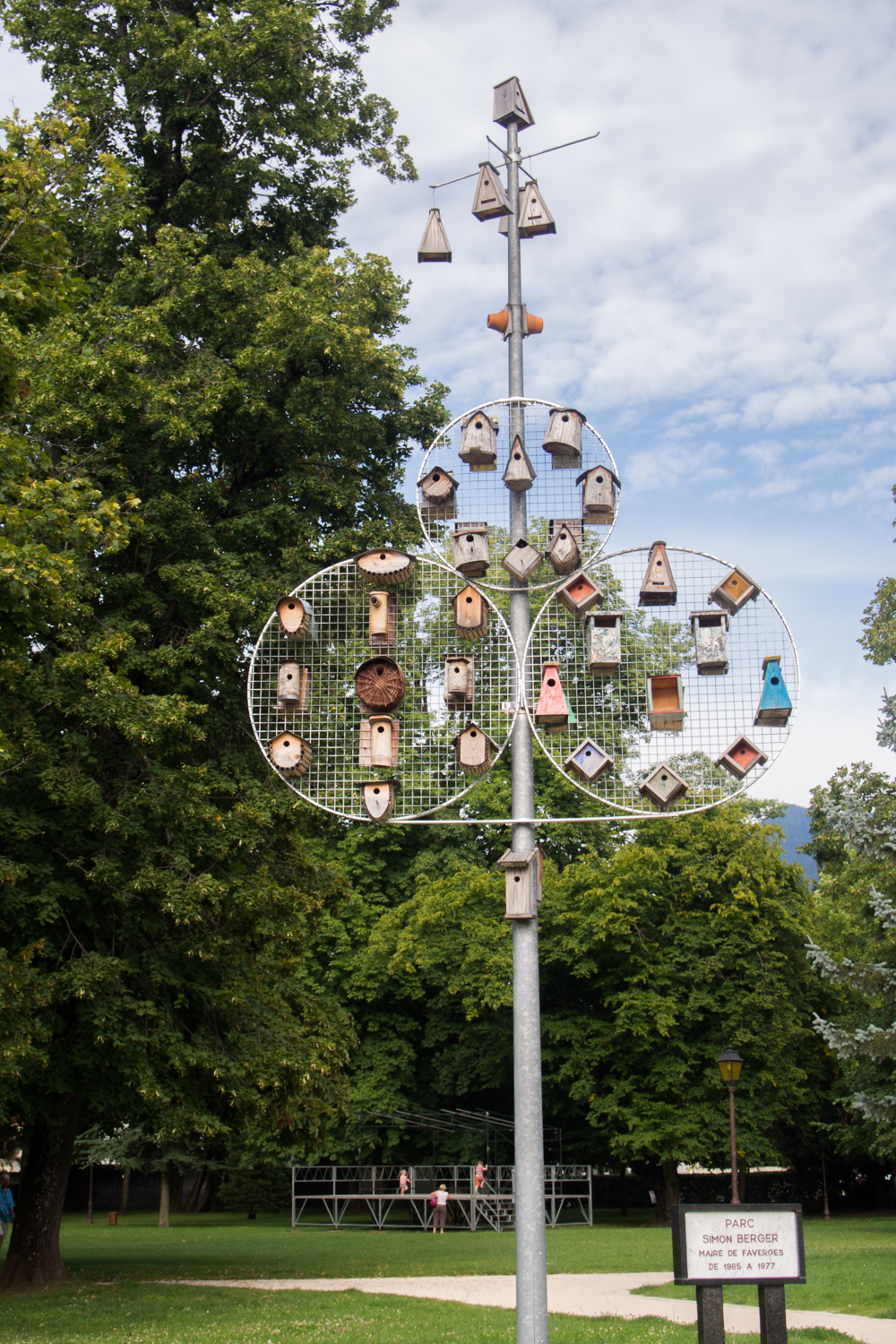
Maisons à oiseaux dans le parc Simon-Berger.

En 2014, la commune de Faverges bénéficie du label « ville fleurie » avec « 2 fleurs » attribuées par le Conseil national des villes et villages fleuris de France au concours des villes et villages fleuris.
La commune de Faverges possède deux parcs arborés :
- le parc « Simon-Berger », 2 ha au centre-ville. Celui-ci est inscrit à l'Inventaire général du patrimoine culturel et fait l’objet d’une inscription depuis 1991 auprès des Monuments historiques[182]. Simon Berger, médecin, fut maire de 1977 à 1989 ;
- le parc des Pins, sur Favergettes, le long de l'Eau Morte. Cette forêt communale avait pour fonction première la sylviculture.

### Patrimoine culturel
La commune possède plusieurs espaces culturels :
- le Muséum des papillons et insectes de Faverges : aménagé dans une partie des bâtiments du château de Faverges. Seul muséum de ce type en Savoie et Haute-Savoie, il présente plus de 4 500 espèces de papillons et insectes des cinq continents, et plus particulièrement l'entomofaune du Parc naturel régional du Massif des Bauges. Quelques spécimens d'insectes vivants sont présentés en terrarium ;
- la Soierie, espace social et culturel (ex-MJC et foyer municipal) ;
- le musée archéologique de Viuz-Faverges ;
- la médiathèque "le Relais de poste" (chef-lieu) ;
- la ludothèque (chef-lieu).

Faverges compte environ 115 clubs et associations, toutes disciplines confondues. Parmi celles qui s'occupent de culture, on peut citer :
- le Cercle philatélique cartophile et généalogique favergien (fondé en 1978) ;
- la Société d'Histoire et d'Archéologie, Amis de Viuz-Faverges (fondée en 1972)[183].

### Patrimoine naturel
La commune appartient au Parc naturel régional du Massif des Bauges, qui a obtenu en septembre 2011 le label international soutenu par l’UNESCO, Geopark, devenant ainsi la 1re réserve cynégétique (faune sauvage) et 3e Géopark de France (87e mondial). Ce label récompense la politique du parc de promotion de la richesse géologique du massif des Bauges. Le donjon du château fait partie des géosites répertoriés du Géopark, permettant une lecture du paysage de la vallée de Faverges et ses environs sur 360°. De fait, les bois et alpages de la commune font partie intégrante de la réserve nationale de chasse et de faune sauvage des Bauges.
Comme précisé dans la partie « hydrographie », la commune possède de nombreux secteurs en zone humide ainsi que des marais dans la plupart des hameaux et villages de la commune (DCS, p. 16). Au niveau de la plaine du village de Mercier, dans le nord de la commune, une partie des marais est intégrée au site Natura 2000 de la « Cluse du lac d'Annecy », reconnu par l'Inventaire national du patrimoine naturel (INPN). Par ailleurs, en tant que commune adhérente au Parc naturel régional (PNR) du Massif des Bauges, une partie du territoire appartient au site Natura 2000 de la « Partie orientale du Massif des Bauges ». Enfin, la partie montagneuse est du territoire sur les contreforts du massif de La Tournette est elle aussi classée Natura 2000 du « Massif de la Tournette ». Ces quatre espaces sont, par ailleurs, classés zone naturelle d'intérêt écologique, faunistique et floristique (ZNIEFF) auquel il faut ajouter les pelouses sèches de la Cluse d'Annecy (nord de la commune) ainsi que le vallon de Saint-Ruph.

### Personnalités liées à la commune
Plusieurs personnalités sont liées à l'histoire de Faverges. La plus ancienne est saint Ruph (parfois appelé Rodolphe, XIe siècle), ermite. Il est le frère de saint Germain, premier prieur de l'abbaye de Talloires. Envoyé avec son frère à l'abbaye de Talloires, le jeune moine se retire dans un vallon dénommé Faucemagne, qui porte aujourd'hui le nom du saint. Il fonde ensuite un prieuré bénédictin sur le village vers 1040, dépendant de la dite abbaye. Le prieuré fut supprimé au XVIIIe siècle par le roi Charles-Emmanuel III de Sardaigne. Les reliques du saint sont conservées au musée de Viuz.
La seigneurie est marquée à partir du XVIe siècle par la famille Milliet qui achète le château et les droits. Elle possèdera le château jusqu'au début du XIXe siècle (voir la partie « Histoire »).
L'une des grandes personnalités de la commune reste Jean Cochet (1698-1771), professeur de philosophie et recteur de l'université de Paris à partir de 1748.
Les autres personnalités sont directement liées avec le développement industriel de la ville, notamment les familles Richard, Duport et Blanc aux XVIIe siècle et XIXe siècle avec notamment :
- Jean-Pierre Duport dit « le jeune », industriel (voir ci-dessus)[64]. Il fonde la manufacture de coton de la ville, qui devient une soierie[188] et acquiert le propriétaire du château de Faverges[76],[78]. À ne pas confondre avec Jean-Pierre Duport (1749-1820) originaire de Termignon, fondateur de la manufacture de coton d'Annecy.
- Bernard-Jean-Maurice Duport (1762 à Faverges - 1832 à Paris), est avocat au sénat de Chambéry, député à la Convention ;
- Baron Nicolas Blanc (1780-1857), gendre de Jean-Pierre Duport le jeune ;
- Maurice-Antoine Blanc (1804-1865), son neveu, syndic et député au Parlement de Turin ;
- Sidonie du Peloux de Saint Romain (1806-1892), épouse de Pierre Maurice Richard-Blanc (1782-1834), généreuse donatrice qui fonda l'hôpital Alfred Blanc, en mémoire de son fils décédé à 23 ans[74].

Les familles Tissot-Dupont, dont Simon Tissot-Dupont originaire de Saint-Ferréol et fondateur de S.T. Dupont, ou la famille suisse Stäubli (Stäubli International AG) se sont elles aussi installées avec leur entreprise sur la commune.
Enfin, d'autres personnalités plus récentes ont elles aussi marqué la commune par leurs implications ou dons à la commune :
- Eugène Savioz, né le 11 juillet 1838 à Saint-Ferréol et mort le 19 mai 1914 à Gevrey-Chambertin où son fils Charles était notaire. Héritier de son oncle Jean-Baptiste qui l'adopta, il devint propriétaire foncier d'un grand domaine de plus de 20 hectares, appelé « Le Clos Savioz » qui héberge aussi « le manoir du baron Blanc ». Maire de Faverges de 1888 à 1904, une rue porte son nom ;
- Asghil Favre (1877-1920), médecin, généreux donateur de la ville, membre de l'Académie florimontane ;
- Jean Carquex, dit le « capitaine Milo », résistant[190], premier adjoint au maire de 1965 à 1971, président du C.S.F. L'un des trois stades de la ville porte son nom ;
- Famille Mysse (Paul, père ; Léon, son fils ; André, petit-fils), photographes de père en fils à Faverges de 1920 à 2009. Paul Mysse, photographe et violoniste russe, rencontre Léonie Dubassat, une bergère originaire de Seythenex, partie à l'aventure en Russie en 1908 et revient en France à la suite de la révolution russe de 1917[Note 12]

### Héraldique

#### Blason
| Blason de Faverges | Blason  | D'azur à la chaîne de cinq montagnes d'argent ordonnées 3 et 2, mouvant de la pointe, surmontée d'un fer à cheval versé d'or cloué du champ. Ornements extérieursÉcu parfois surmonté d'une couronne murale Devise / CriProgredior |
| Blason de Faverges | Détails | - Les armes de la commune se blasonnent ainsi depuis 1855. - Les cinq montagnes d'argent représentées forment le massif de la Dent de Cons et les différents sommets le composant. Le fer à cheval est repris de l'ancien blason symbolisant le passé industrieux de la ville. - La devise de la ville est un verbe latin signifiant « aller en avant<, marcher de l'avant, avancer » Le statut officiel du blason reste à déterminer. |
| Blason de Faverges | Alias   | De gueules à un fer de cheval d'argent en abyme. L'ancien blason de la commune est mentionné dès 1318. On trouve parfois le fer d'or. La présence du fer à cheval remonte en effet à l'acte permettant l'obtention de franchises, le 29 septembre 1318, par le comte Amédée V de Savoie, et représentant les nombreux forgeron de la ville.                                                                                            |

#### Ouvrages généraux
- Paul Guichonnet, Nouvelle encyclopédie de la Haute-Savoie : Hier et aujourd'hui, La Fontaine de Siloé, 2007, 399 p. (ISBN 978-2-8420-6374-0).
- Jean Luquet, Dictionnaire du duché de Savoie : M.DCCCXL (1840), publié dans Mémoires et documents de la Société Savoisienne d'Histoire et d'Archéologie, t. 1, 2, La Fontaine de Siloé, coll. « L'Histoire en Savoie » (réimpr. 2005) (1re éd. 1840), 265 p. (ISSN 0046-7510).
- Henri Baud, Jean-Yves Mariotte, Jean-Bernard Challamel, Alain Guerrier, Histoire des communes savoyardes. Le Genevois et Lac d'Annecy (Tome III), Roanne, Éditions Horvath, 1981, 422 p. (ISBN 2-7171-0200-0), p. 279-281 « Le canton de Faverges », pp.282-301 « Faverges ».
- Jules-Joseph Vernier, Étude historique et géographique sur la Savoie, Le Livre d'Histoire - Res Universis (réimpr. 1993) (1re éd. 1896), 185 p. (ISBN 2-7428-0039-5, ISSN 0993-7129).

#### Ouvrages sur Faverges
- Amis de Viuz-Faverges (Société savante locale fondée en 1972[183], présidée par Michel Duret).
  - Faverges et son canton, promenade historique (1991).
  - Michel Duret (sous la dir.), Au Pays de Faverges, Éditions Alan Sutton, coll. « Mémoire en images », 1998, 128 p. (ISBN 2-84253-180-9).
- Faverges au fil de pas : histoires d'une ville, Parc Naturel Régional du Massif des Bauges, 2009, 24 p..
- Albert Ramella-Pezza, Le Bassin favergien, Éditions Alan Sutton, coll. « Mémoire en images », 2007 (ISBN 978-2-84910-590-0).
- Bernard-Marie Pajani, passionné d'histoire locale et de généalogie, président du Cercle de philatélie, cartophilie et généalogie du pays de Faverges, auteur de :
  - Le jour où Faverges brûla, le 19e avril 1783 (2010)
  - La 1re compagnie des pompiers de Faverges (2010)
  - Faverges et ses environs. Un moment de son histoire : 1906. Un aspect de sa vie : par les cartes postales anciennes commentées, 1982, 166 pages.
- M. -A. Percie du Sert, « Faverges entre dans l'Histoire de Savoie », Amis Viuz - Faverges,‎ 1972, p. 12
- François Coutin, « Commune de Faverges, son prieuré de Viuz, sa chapellenie », Mémoires et Documents, vol. LXXXII,‎ 1970, p. 244-324 (lire en ligne)

#### Ouvrages sur Viuz-Faverges
- Alain Piccamiglio et Maxence Segard, « Le site de Viuz-Faverges/Casuaria (Haute-Savoie) : agglomération, sanctuaire et villa dans la cluse d'Annecy », Revue archéologique de Narbonnaise, vol. 38, no 39,‎ 2005, p. 105-129 (lire en ligne).
- Renée Colardelle, Les premières églises de Viuz à Faverges, contribution de l'archéologie à l'étude des paroisses alpines, Société alpine de documentation et de recherche en archéologie historique - SADRAH, 1982, 27 pages.